# Llista de rectors de la Universitat de Copenhaguen
Aquesta és una llista dels rectors de la Universitat de Copenhaguen.
| Inici mandat | Final mandat | Nom                                       | Refèrència |
| ------------ | ------------ | ----------------------------------------- | --- |
| 1479         | 1480         | Jesper Henriksen                          | En els primers anys de la història de la universitat, el rector era elegit per un mandat de només mig any. |
| 1480         | 1480         | Erik Nielsen Rosenkrantz                  | En els primers anys de la història de la universitat, el rector era elegit per un mandat de només mig any. |
| 1480         | 1481         | Tilemann Schlecht                         | En els primers anys de la història de la universitat, el rector era elegit per un mandat de només mig any. |
| 1481         | 1482         | Jørgen Hvid                               | En els primers anys de la història de la universitat, el rector era elegit per un mandat de només mig any. |
| 1482         | 1482         | Peder David Skotte                        | En els primers anys de la història de la universitat, el rector era elegit per un mandat de només mig any. |
| 1482         | 1483         | Jesper Henriksen                          | En els primers anys de la història de la universitat, el rector era elegit per un mandat de només mig any. |
| 1484         | 1487         | Erik Nielsen Rosenkrantz                  | En els primers anys de la història de la universitat, el rector era elegit per un mandat de només mig any. |
| 1488         | 1489         | Peder David Skotte                        | El 1488, el mandat va passar a durar tot l'any. Va continuar així fins que la universitat es va dissoldre cap a l'any 1531 com a conseqüència de la propagació del protestantisme i de la guerra de successió de 1534 a 1536. |
| 1489         | 1490         | Arnold Lauridsen                          | El 1488, el mandat va passar a durar tot l'any. Va continuar així fins que la universitat es va dissoldre cap a l'any 1531 com a conseqüència de la propagació del protestantisme i de la guerra de successió de 1534 a 1536. |
| 1490         | 1491         | Jørgen Hvid                               | El 1488, el mandat va passar a durar tot l'any. Va continuar així fins que la universitat es va dissoldre cap a l'any 1531 com a conseqüència de la propagació del protestantisme i de la guerra de successió de 1534 a 1536. |
| 1491         | 1492         | Peder Albertsen                           | El 1488, el mandat va passar a durar tot l'any. Va continuar així fins que la universitat es va dissoldre cap a l'any 1531 com a conseqüència de la propagació del protestantisme i de la guerra de successió de 1534 a 1536. |
| 1492         | 1493         | Erik Nielsen Rosenkrantz                  | El 1488, el mandat va passar a durar tot l'any. Va continuar així fins que la universitat es va dissoldre cap a l'any 1531 com a conseqüència de la propagació del protestantisme i de la guerra de successió de 1534 a 1536. |
| 1493         | 1494         | Jørgen Hvid                               | El 1488, el mandat va passar a durar tot l'any. Va continuar així fins que la universitat es va dissoldre cap a l'any 1531 com a conseqüència de la propagació del protestantisme i de la guerra de successió de 1534 a 1536. |
| 1494         | 1495         | Peder David Skotte                        | El 1488, el mandat va passar a durar tot l'any. Va continuar així fins que la universitat es va dissoldre cap a l'any 1531 com a conseqüència de la propagació del protestantisme i de la guerra de successió de 1534 a 1536. |
| 1495         | 1496         | Erik Nielsen Rosenkrantz                  | El 1488, el mandat va passar a durar tot l'any. Va continuar així fins que la universitat es va dissoldre cap a l'any 1531 com a conseqüència de la propagació del protestantisme i de la guerra de successió de 1534 a 1536. |
| 1496         | 1497         | Jørgen Hvid                               | El 1488, el mandat va passar a durar tot l'any. Va continuar així fins que la universitat es va dissoldre cap a l'any 1531 com a conseqüència de la propagació del protestantisme i de la guerra de successió de 1534 a 1536. |
| 1496         | 1497         | Erik Nielsen Rosenkrantz                  | El 1488, el mandat va passar a durar tot l'any. Va continuar així fins que la universitat es va dissoldre cap a l'any 1531 com a conseqüència de la propagació del protestantisme i de la guerra de successió de 1534 a 1536. |
| 1497         | 1499         | Hans Albertsen                            | El 1488, el mandat va passar a durar tot l'any. Va continuar així fins que la universitat es va dissoldre cap a l'any 1531 com a conseqüència de la propagació del protestantisme i de la guerra de successió de 1534 a 1536. |
| 1499         | 1500         | Peder David Skotte                        | El 1488, el mandat va passar a durar tot l'any. Va continuar així fins que la universitat es va dissoldre cap a l'any 1531 com a conseqüència de la propagació del protestantisme i de la guerra de successió de 1534 a 1536. |
| 1500         | 1501         | Anders Friis                              | El 1488, el mandat va passar a durar tot l'any. Va continuar així fins que la universitat es va dissoldre cap a l'any 1531 com a conseqüència de la propagació del protestantisme i de la guerra de successió de 1534 a 1536. |
| 1501         | 1502         | Erik Nielsen Rosenkrantz                  | El 1488, el mandat va passar a durar tot l'any. Va continuar així fins que la universitat es va dissoldre cap a l'any 1531 com a conseqüència de la propagació del protestantisme i de la guerra de successió de 1534 a 1536. |
| 1502         | 1503         | Paul Andersen                             | El 1488, el mandat va passar a durar tot l'any. Va continuar així fins que la universitat es va dissoldre cap a l'any 1531 com a conseqüència de la propagació del protestantisme i de la guerra de successió de 1534 a 1536. |
| 1503         | 1504         | Peder David Skotte                        | El 1488, el mandat va passar a durar tot l'any. Va continuar així fins que la universitat es va dissoldre cap a l'any 1531 com a conseqüència de la propagació del protestantisme i de la guerra de successió de 1534 a 1536. |
| 1504         | 1505         | Anders Friis                              | El 1488, el mandat va passar a durar tot l'any. Va continuar així fins que la universitat es va dissoldre cap a l'any 1531 com a conseqüència de la propagació del protestantisme i de la guerra de successió de 1534 a 1536. |
| 1505         | 1507         | Peter Petersen                            | El 1488, el mandat va passar a durar tot l'any. Va continuar així fins que la universitat es va dissoldre cap a l'any 1531 com a conseqüència de la propagació del protestantisme i de la guerra de successió de 1534 a 1536. |
| 1507         | 1508         | Johannes Luche                            | El 1488, el mandat va passar a durar tot l'any. Va continuar així fins que la universitat es va dissoldre cap a l'any 1531 com a conseqüència de la propagació del protestantisme i de la guerra de successió de 1534 a 1536. |
| 1508         | 1509         | Poul Reff                                 | El 1488, el mandat va passar a durar tot l'any. Va continuar així fins que la universitat es va dissoldre cap a l'any 1531 com a conseqüència de la propagació del protestantisme i de la guerra de successió de 1534 a 1536. |
| 1509         | 1510         | Peder David Skotte                        | El 1488, el mandat va passar a durar tot l'any. Va continuar així fins que la universitat es va dissoldre cap a l'any 1531 com a conseqüència de la propagació del protestantisme i de la guerra de successió de 1534 a 1536. |
| 1510         | 1511         | Matthias Pedersen                         | El 1488, el mandat va passar a durar tot l'any. Va continuar així fins que la universitat es va dissoldre cap a l'any 1531 com a conseqüència de la propagació del protestantisme i de la guerra de successió de 1534 a 1536. |
| 1511         | 1513         | Anders Friis                              | El 1488, el mandat va passar a durar tot l'any. Va continuar així fins que la universitat es va dissoldre cap a l'any 1531 com a conseqüència de la propagació del protestantisme i de la guerra de successió de 1534 a 1536. |
| 1513         | 1514         | Ditlev Smyther                            | El 1488, el mandat va passar a durar tot l'any. Va continuar així fins que la universitat es va dissoldre cap a l'any 1531 com a conseqüència de la propagació del protestantisme i de la guerra de successió de 1534 a 1536. |
| 1514         | 1515         | Peder Albertsen                           | El 1488, el mandat va passar a durar tot l'any. Va continuar així fins que la universitat es va dissoldre cap a l'any 1531 com a conseqüència de la propagació del protestantisme i de la guerra de successió de 1534 a 1536. |
| 1515         | 1516         | Anders Friis                              | El 1488, el mandat va passar a durar tot l'any. Va continuar així fins que la universitat es va dissoldre cap a l'any 1531 com a conseqüència de la propagació del protestantisme i de la guerra de successió de 1534 a 1536. |
| 1516         | 1517         | Knud Valkendorf                           | El 1488, el mandat va passar a durar tot l'any. Va continuar així fins que la universitat es va dissoldre cap a l'any 1531 com a conseqüència de la propagació del protestantisme i de la guerra de successió de 1534 a 1536. |
| 1517         | 1518         | Alexander Kinghorn                        | El 1488, el mandat va passar a durar tot l'any. Va continuar així fins que la universitat es va dissoldre cap a l'any 1531 com a conseqüència de la propagació del protestantisme i de la guerra de successió de 1534 a 1536. |
| 1518         | 1519         | Christoffer Jacobsen Ravensberg           | El 1488, el mandat va passar a durar tot l'any. Va continuar així fins que la universitat es va dissoldre cap a l'any 1531 com a conseqüència de la propagació del protestantisme i de la guerra de successió de 1534 a 1536. |
| 1519         | 1520         | Paul Andersen                             | El 1488, el mandat va passar a durar tot l'any. Va continuar així fins que la universitat es va dissoldre cap a l'any 1531 com a conseqüència de la propagació del protestantisme i de la guerra de successió de 1534 a 1536. |
| 1520         | 1521         | Amelung Amelungsen                        | El 1488, el mandat va passar a durar tot l'any. Va continuar així fins que la universitat es va dissoldre cap a l'any 1531 com a conseqüència de la propagació del protestantisme i de la guerra de successió de 1534 a 1536. |
| 1520         | 1521         | Paul Andersen                             | El 1488, el mandat va passar a durar tot l'any. Va continuar així fins que la universitat es va dissoldre cap a l'any 1531 com a conseqüència de la propagació del protestantisme i de la guerra de successió de 1534 a 1536. |
| 1521         | 1522         | Vincentz Lunge                            | El 1488, el mandat va passar a durar tot l'any. Va continuar així fins que la universitat es va dissoldre cap a l'any 1531 com a conseqüència de la propagació del protestantisme i de la guerra de successió de 1534 a 1536. |
| 1522         | 1524         | Christen Torkelsen Morsing                | El 1488, el mandat va passar a durar tot l'any. Va continuar així fins que la universitat es va dissoldre cap a l'any 1531 com a conseqüència de la propagació del protestantisme i de la guerra de successió de 1534 a 1536. |
| 1524         | 1525         | Ditlev Smyther                            | El 1488, el mandat va passar a durar tot l'any. Va continuar així fins que la universitat es va dissoldre cap a l'any 1531 com a conseqüència de la propagació del protestantisme i de la guerra de successió de 1534 a 1536. |
| 1525         | 1526         | Christoffer Jacobsen Ravensberg           | El 1488, el mandat va passar a durar tot l'any. Va continuar així fins que la universitat es va dissoldre cap a l'any 1531 com a conseqüència de la propagació del protestantisme i de la guerra de successió de 1534 a 1536. |
| 1526         | 1529         | Claus Rosengaard                          | El 1488, el mandat va passar a durar tot l'any. Va continuar així fins que la universitat es va dissoldre cap a l'any 1531 com a conseqüència de la propagació del protestantisme i de la guerra de successió de 1534 a 1536. |
| 1529         | 1531         | Claus Urne                                | El 1488, el mandat va passar a durar tot l'any. Va continuar així fins que la universitat es va dissoldre cap a l'any 1531 com a conseqüència de la propagació del protestantisme i de la guerra de successió de 1534 a 1536. |
| 1531         | 1532         | Peder Svave                               | El 1488, el mandat va passar a durar tot l'any. Va continuar així fins que la universitat es va dissoldre cap a l'any 1531 com a conseqüència de la propagació del protestantisme i de la guerra de successió de 1534 a 1536. |
| 1537         | 1538         | Christen Torkelsen Morsing                | Després de la Reforma i la restauració de la universitat es van reintroduir els mandats semestrals, però al cap d'uns anys van tornar a ser anuals. El 1837 es va decidir que el canvi de rector es fes en la festa de la Reforma, cada 31 d'octubre. |
| 1538         | 1538         | Peder Palladius                           | Després de la Reforma i la restauració de la universitat es van reintroduir els mandats semestrals, però al cap d'uns anys van tornar a ser anuals. El 1837 es va decidir que el canvi de rector es fes en la festa de la Reforma, cada 31 d'octubre. |
| 1538         | 1539         | Johan Bugenhagen                          | Després de la Reforma i la restauració de la universitat es van reintroduir els mandats semestrals, però al cap d'uns anys van tornar a ser anuals. El 1837 es va decidir que el canvi de rector es fes en la festa de la Reforma, cada 31 d'octubre. |
| 1539         | 1539         | Christen Torkelsen Morsing                | Després de la Reforma i la restauració de la universitat es van reintroduir els mandats semestrals, però al cap d'uns anys van tornar a ser anuals. El 1837 es va decidir que el canvi de rector es fes en la festa de la Reforma, cada 31 d'octubre. |
| 1539         | 1541         | Tileman von Hussen                        | Després de la Reforma i la restauració de la universitat es van reintroduir els mandats semestrals, però al cap d'uns anys van tornar a ser anuals. El 1837 es va decidir que el canvi de rector es fes en la festa de la Reforma, cada 31 d'octubre. |
| 1541         | 1542         | Peder Povlsen                             | Després de la Reforma i la restauració de la universitat es van reintroduir els mandats semestrals, però al cap d'uns anys van tornar a ser anuals. El 1837 es va decidir que el canvi de rector es fes en la festa de la Reforma, cada 31 d'octubre. |
| 1542         | 1543         | Oluf Chrysostomus                         | Després de la Reforma i la restauració de la universitat es van reintroduir els mandats semestrals, però al cap d'uns anys van tornar a ser anuals. El 1837 es va decidir que el canvi de rector es fes en la festa de la Reforma, cada 31 d'octubre. |
| 1543         | 1544         | Peder Svave                               | Després de la Reforma i la restauració de la universitat es van reintroduir els mandats semestrals, però al cap d'uns anys van tornar a ser anuals. El 1837 es va decidir que el canvi de rector es fes en la festa de la Reforma, cada 31 d'octubre. |
| 1544         | 1545         | Johannes Machabæus                        | Després de la Reforma i la restauració de la universitat es van reintroduir els mandats semestrals, però al cap d'uns anys van tornar a ser anuals. El 1837 es va decidir que el canvi de rector es fes en la festa de la Reforma, cada 31 d'octubre. |
| 1545         | 1546         | Jens Andersen Sinning                     | Després de la Reforma i la restauració de la universitat es van reintroduir els mandats semestrals, però al cap d'uns anys van tornar a ser anuals. El 1837 es va decidir que el canvi de rector es fes en la festa de la Reforma, cada 31 d'octubre. |
| 1546         | 1547         | Christen Torkelsen Morsing                | Després de la Reforma i la restauració de la universitat es van reintroduir els mandats semestrals, però al cap d'uns anys van tornar a ser anuals. El 1837 es va decidir que el canvi de rector es fes en la festa de la Reforma, cada 31 d'octubre. |
| 1547         | 1548         | Peter Capteyn                             | Després de la Reforma i la restauració de la universitat es van reintroduir els mandats semestrals, però al cap d'uns anys van tornar a ser anuals. El 1837 es va decidir que el canvi de rector es fes en la festa de la Reforma, cada 31 d'octubre. |
| 1548         | 1549         | Rembert Gilsheim                          | Després de la Reforma i la restauració de la universitat es van reintroduir els mandats semestrals, però al cap d'uns anys van tornar a ser anuals. El 1837 es va decidir que el canvi de rector es fes en la festa de la Reforma, cada 31 d'octubre. |
| 1549         | 1550         | Johannes Machabæus                        | Després de la Reforma i la restauració de la universitat es van reintroduir els mandats semestrals, però al cap d'uns anys van tornar a ser anuals. El 1837 es va decidir que el canvi de rector es fes en la festa de la Reforma, cada 31 d'octubre. |
| 1550         | 1551         | Niels Hemmingsen                          | Després de la Reforma i la restauració de la universitat es van reintroduir els mandats semestrals, però al cap d'uns anys van tornar a ser anuals. El 1837 es va decidir que el canvi de rector es fes en la festa de la Reforma, cada 31 d'octubre. |
| 1551         | 1552         | Peter Capteyn                             | Després de la Reforma i la restauració de la universitat es van reintroduir els mandats semestrals, però al cap d'uns anys van tornar a ser anuals. El 1837 es va decidir que el canvi de rector es fes en la festa de la Reforma, cada 31 d'octubre. |
| 1552         | 1553         | Albret Knoppert                           | Després de la Reforma i la restauració de la universitat es van reintroduir els mandats semestrals, però al cap d'uns anys van tornar a ser anuals. El 1837 es va decidir que el canvi de rector es fes en la festa de la Reforma, cada 31 d'octubre. |
| 1553         | 1555         | Peder Palladius                           | Després de la Reforma i la restauració de la universitat es van reintroduir els mandats semestrals, però al cap d'uns anys van tornar a ser anuals. El 1837 es va decidir que el canvi de rector es fes en la festa de la Reforma, cada 31 d'octubre. |
| 1555         | 1556         | Hans Albertsen                            | Després de la Reforma i la restauració de la universitat es van reintroduir els mandats semestrals, però al cap d'uns anys van tornar a ser anuals. El 1837 es va decidir que el canvi de rector es fes en la festa de la Reforma, cada 31 d'octubre. |
| 1556         | 1557         | Christian Torkelsen Morsing               | Després de la Reforma i la restauració de la universitat es van reintroduir els mandats semestrals, però al cap d'uns anys van tornar a ser anuals. El 1837 es va decidir que el canvi de rector es fes en la festa de la Reforma, cada 31 d'octubre. |
| 1557         | 1558         | Albret Knoppert                           | Després de la Reforma i la restauració de la universitat es van reintroduir els mandats semestrals, però al cap d'uns anys van tornar a ser anuals. El 1837 es va decidir que el canvi de rector es fes en la festa de la Reforma, cada 31 d'octubre. |
| 1558         | 1559         | Niels Hemmingsen                          | Després de la Reforma i la restauració de la universitat es van reintroduir els mandats semestrals, però al cap d'uns anys van tornar a ser anuals. El 1837 es va decidir que el canvi de rector es fes en la festa de la Reforma, cada 31 d'octubre. |
| 1559         | 1560         | Jacob Bording                             | Després de la Reforma i la restauració de la universitat es van reintroduir els mandats semestrals, però al cap d'uns anys van tornar a ser anuals. El 1837 es va decidir que el canvi de rector es fes en la festa de la Reforma, cada 31 d'octubre. |
| 1560         | 1561         | Poul Madsen                               | Després de la Reforma i la restauració de la universitat es van reintroduir els mandats semestrals, però al cap d'uns anys van tornar a ser anuals. El 1837 es va decidir que el canvi de rector es fes en la festa de la Reforma, cada 31 d'octubre. |
| 1561         | 1562         | Erasmus Lætus                             | Després de la Reforma i la restauració de la universitat es van reintroduir els mandats semestrals, però al cap d'uns anys van tornar a ser anuals. El 1837 es va decidir que el canvi de rector es fes en la festa de la Reforma, cada 31 d'octubre. |
| 1562         | 1564         | Albret Knoppert                           | Després de la Reforma i la restauració de la universitat es van reintroduir els mandats semestrals, però al cap d'uns anys van tornar a ser anuals. El 1837 es va decidir que el canvi de rector es fes en la festa de la Reforma, cada 31 d'octubre. |
| 1564         | 1565         | Niels Hemmingsen                          | Després de la Reforma i la restauració de la universitat es van reintroduir els mandats semestrals, però al cap d'uns anys van tornar a ser anuals. El 1837 es va decidir que el canvi de rector es fes en la festa de la Reforma, cada 31 d'octubre. |
| 1565         | 1566         | Hans Frandsen                             | Després de la Reforma i la restauració de la universitat es van reintroduir els mandats semestrals, però al cap d'uns anys van tornar a ser anuals. El 1837 es va decidir que el canvi de rector es fes en la festa de la Reforma, cada 31 d'octubre. |
| 1566         | 1567         | Klaus Lauritsen Scavenius                 | Després de la Reforma i la restauració de la universitat es van reintroduir els mandats semestrals, però al cap d'uns anys van tornar a ser anuals. El 1837 es va decidir que el canvi de rector es fes en la festa de la Reforma, cada 31 d'octubre. |
| 1567         | 1569         | Hans Albertsen                            | Després de la Reforma i la restauració de la universitat es van reintroduir els mandats semestrals, però al cap d'uns anys van tornar a ser anuals. El 1837 es va decidir que el canvi de rector es fes en la festa de la Reforma, cada 31 d'octubre. |
| 1569         | 1570         | Albret Knoppert                           | Després de la Reforma i la restauració de la universitat es van reintroduir els mandats semestrals, però al cap d'uns anys van tornar a ser anuals. El 1837 es va decidir que el canvi de rector es fes en la festa de la Reforma, cada 31 d'octubre. |
| 1570         | 1571         | Johannes Sascerides                       | Després de la Reforma i la restauració de la universitat es van reintroduir els mandats semestrals, però al cap d'uns anys van tornar a ser anuals. El 1837 es va decidir que el canvi de rector es fes en la festa de la Reforma, cada 31 d'octubre. |
| 1571         | 1573         | Niels Hemmingsen                          | Després de la Reforma i la restauració de la universitat es van reintroduir els mandats semestrals, però al cap d'uns anys van tornar a ser anuals. El 1837 es va decidir que el canvi de rector es fes en la festa de la Reforma, cada 31 d'octubre. |
| 1573         | 1575         | Hans Frandsen                             | Després de la Reforma i la restauració de la universitat es van reintroduir els mandats semestrals, però al cap d'uns anys van tornar a ser anuals. El 1837 es va decidir que el canvi de rector es fes en la festa de la Reforma, cada 31 d'octubre. |
| 1575         | 1577         | Hans Thomesen Aurifaber                   | Després de la Reforma i la restauració de la universitat es van reintroduir els mandats semestrals, però al cap d'uns anys van tornar a ser anuals. El 1837 es va decidir que el canvi de rector es fes en la festa de la Reforma, cada 31 d'octubre. |
| 1577         | 1578         | Poul Madsen                               | Després de la Reforma i la restauració de la universitat es van reintroduir els mandats semestrals, però al cap d'uns anys van tornar a ser anuals. El 1837 es va decidir que el canvi de rector es fes en la festa de la Reforma, cada 31 d'octubre. |
| 1578         | 1580         | Anders Lemvig                             | Després de la Reforma i la restauració de la universitat es van reintroduir els mandats semestrals, però al cap d'uns anys van tornar a ser anuals. El 1837 es va decidir que el canvi de rector es fes en la festa de la Reforma, cada 31 d'octubre. |
| 1580         | 1581         | Klaus Hammer                              | Després de la Reforma i la restauració de la universitat es van reintroduir els mandats semestrals, però al cap d'uns anys van tornar a ser anuals. El 1837 es va decidir que el canvi de rector es fes en la festa de la Reforma, cada 31 d'octubre. |
| 1581         | 1582         | Anders Lauritzen                          | Després de la Reforma i la restauració de la universitat es van reintroduir els mandats semestrals, però al cap d'uns anys van tornar a ser anuals. El 1837 es va decidir que el canvi de rector es fes en la festa de la Reforma, cada 31 d'octubre. |
| 1582         | 1584         | Klaus Theophilius                         | Després de la Reforma i la restauració de la universitat es van reintroduir els mandats semestrals, però al cap d'uns anys van tornar a ser anuals. El 1837 es va decidir que el canvi de rector es fes en la festa de la Reforma, cada 31 d'octubre. |
| 1584         | 1585         | Klaus Lauritsen Scavenius                 | Després de la Reforma i la restauració de la universitat es van reintroduir els mandats semestrals, però al cap d'uns anys van tornar a ser anuals. El 1837 es va decidir que el canvi de rector es fes en la festa de la Reforma, cada 31 d'octubre. |
| 1585         | 1586         | Jakob Madsen Aarhus                       | Després de la Reforma i la restauració de la universitat es van reintroduir els mandats semestrals, però al cap d'uns anys van tornar a ser anuals. El 1837 es va decidir que el canvi de rector es fes en la festa de la Reforma, cada 31 d'octubre. |
| 1586         | 1588         | Anders Lemvig                             | Després de la Reforma i la restauració de la universitat es van reintroduir els mandats semestrals, però al cap d'uns anys van tornar a ser anuals. El 1837 es va decidir que el canvi de rector es fes en la festa de la Reforma, cada 31 d'octubre. |
| 1588         | 1589         | Hans Thomesen Aurifaber                   | Després de la Reforma i la restauració de la universitat es van reintroduir els mandats semestrals, però al cap d'uns anys van tornar a ser anuals. El 1837 es va decidir que el canvi de rector es fes en la festa de la Reforma, cada 31 d'octubre. |
| 1589         | 1590         | Poul Madsen                               | Després de la Reforma i la restauració de la universitat es van reintroduir els mandats semestrals, però al cap d'uns anys van tornar a ser anuals. El 1837 es va decidir que el canvi de rector es fes en la festa de la Reforma, cada 31 d'octubre. |
| 1590         | 1592         | Anders Christensen                        | Després de la Reforma i la restauració de la universitat es van reintroduir els mandats semestrals, però al cap d'uns anys van tornar a ser anuals. El 1837 es va decidir que el canvi de rector es fes en la festa de la Reforma, cada 31 d'octubre. |
| 1592         | 1593         | Johannes Sascerides                       | Després de la Reforma i la restauració de la universitat es van reintroduir els mandats semestrals, però al cap d'uns anys van tornar a ser anuals. El 1837 es va decidir que el canvi de rector es fes en la festa de la Reforma, cada 31 d'octubre. |
| 1593         | 1594         | Hans Olufsen Slangerup                    | Després de la Reforma i la restauració de la universitat es van reintroduir els mandats semestrals, però al cap d'uns anys van tornar a ser anuals. El 1837 es va decidir que el canvi de rector es fes en la festa de la Reforma, cada 31 d'octubre. |
| 1594         | 1595         | Klaus Theophilius                         | Després de la Reforma i la restauració de la universitat es van reintroduir els mandats semestrals, però al cap d'uns anys van tornar a ser anuals. El 1837 es va decidir que el canvi de rector es fes en la festa de la Reforma, cada 31 d'octubre. |
| 1595         | 1596         | Anders Krag                               | Després de la Reforma i la restauració de la universitat es van reintroduir els mandats semestrals, però al cap d'uns anys van tornar a ser anuals. El 1837 es va decidir que el canvi de rector es fes en la festa de la Reforma, cada 31 d'octubre. |
| 1596         | 1597         | Jørgen Christoffersen Dybvad              | Després de la Reforma i la restauració de la universitat es van reintroduir els mandats semestrals, però al cap d'uns anys van tornar a ser anuals. El 1837 es va decidir que el canvi de rector es fes en la festa de la Reforma, cada 31 d'octubre. |
| 1597         | 1598         | Anders Lemvig                             | Després de la Reforma i la restauració de la universitat es van reintroduir els mandats semestrals, però al cap d'uns anys van tornar a ser anuals. El 1837 es va decidir que el canvi de rector es fes en la festa de la Reforma, cada 31 d'octubre. |
| 1598         | 1599         | Thomas Fincke                             | Després de la Reforma i la restauració de la universitat es van reintroduir els mandats semestrals, però al cap d'uns anys van tornar a ser anuals. El 1837 es va decidir que el canvi de rector es fes en la festa de la Reforma, cada 31 d'octubre. |
| 1599         | 1600         | Peder Jensen Winstrup                     | Després de la Reforma i la restauració de la universitat es van reintroduir els mandats semestrals, però al cap d'uns anys van tornar a ser anuals. El 1837 es va decidir que el canvi de rector es fes en la festa de la Reforma, cada 31 d'octubre. |
| 1600         | 1601         | Anders Christensen                        | Després de la Reforma i la restauració de la universitat es van reintroduir els mandats semestrals, però al cap d'uns anys van tornar a ser anuals. El 1837 es va decidir que el canvi de rector es fes en la festa de la Reforma, cada 31 d'octubre. |
| 1601         | 1602         | Niels Krag                                | Després de la Reforma i la restauració de la universitat es van reintroduir els mandats semestrals, però al cap d'uns anys van tornar a ser anuals. El 1837 es va decidir que el canvi de rector es fes en la festa de la Reforma, cada 31 d'octubre. |
| 1602         | 1603         | Hans Poulsen Resen                        | Després de la Reforma i la restauració de la universitat es van reintroduir els mandats semestrals, però al cap d'uns anys van tornar a ser anuals. El 1837 es va decidir que el canvi de rector es fes en la festa de la Reforma, cada 31 d'octubre. |
| 1603         | 1604         | Klaus Theophilius                         | Després de la Reforma i la restauració de la universitat es van reintroduir els mandats semestrals, però al cap d'uns anys van tornar a ser anuals. El 1837 es va decidir que el canvi de rector es fes en la festa de la Reforma, cada 31 d'octubre. |
| 1604         | 1605         | Ivar Stub                                 | Després de la Reforma i la restauració de la universitat es van reintroduir els mandats semestrals, però al cap d'uns anys van tornar a ser anuals. El 1837 es va decidir que el canvi de rector es fes en la festa de la Reforma, cada 31 d'octubre. |
| 1605         | 1606         | Jørgen Christoffersen Dybvad              | Després de la Reforma i la restauració de la universitat es van reintroduir els mandats semestrals, però al cap d'uns anys van tornar a ser anuals. El 1837 es va decidir que el canvi de rector es fes en la festa de la Reforma, cada 31 d'octubre. |
| 1606         | 1607         | Thomas Fincke                             | Després de la Reforma i la restauració de la universitat es van reintroduir els mandats semestrals, però al cap d'uns anys van tornar a ser anuals. El 1837 es va decidir que el canvi de rector es fes en la festa de la Reforma, cada 31 d'octubre. |
| 1607         | 1608         | Johannes Stephanius                       | Després de la Reforma i la restauració de la universitat es van reintroduir els mandats semestrals, però al cap d'uns anys van tornar a ser anuals. El 1837 es va decidir que el canvi de rector es fes en la festa de la Reforma, cada 31 d'octubre. |
| 1608         | 1609         | Peder Jensen Winstrup                     | Després de la Reforma i la restauració de la universitat es van reintroduir els mandats semestrals, però al cap d'uns anys van tornar a ser anuals. El 1837 es va decidir que el canvi de rector es fes en la festa de la Reforma, cada 31 d'octubre. |
| 1609         | 1610         | Gellius Sascerides                        | Després de la Reforma i la restauració de la universitat es van reintroduir els mandats semestrals, però al cap d'uns anys van tornar a ser anuals. El 1837 es va decidir que el canvi de rector es fes en la festa de la Reforma, cada 31 d'octubre. |
| 1610         | 1611         | Hans Rasmussen Skomager                   | Després de la Reforma i la restauració de la universitat es van reintroduir els mandats semestrals, però al cap d'uns anys van tornar a ser anuals. El 1837 es va decidir que el canvi de rector es fes en la festa de la Reforma, cada 31 d'octubre. |
| 1611         | 1612         | Hans Poulsen Resen                        | Després de la Reforma i la restauració de la universitat es van reintroduir els mandats semestrals, però al cap d'uns anys van tornar a ser anuals. El 1837 es va decidir que el canvi de rector es fes en la festa de la Reforma, cada 31 d'octubre. |
| 1612         | 1613         | Leonhard Metzner                          | Després de la Reforma i la restauració de la universitat es van reintroduir els mandats semestrals, però al cap d'uns anys van tornar a ser anuals. El 1837 es va decidir que el canvi de rector es fes en la festa de la Reforma, cada 31 d'octubre. |
| 1613         | 1614         | Hans Jensen Alanus                        | Després de la Reforma i la restauració de la universitat es van reintroduir els mandats semestrals, però al cap d'uns anys van tornar a ser anuals. El 1837 es va decidir que el canvi de rector es fes en la festa de la Reforma, cada 31 d'octubre. |
| 1614         | 1615         | Cort Aslaksen                             | Després de la Reforma i la restauració de la universitat es van reintroduir els mandats semestrals, però al cap d'uns anys van tornar a ser anuals. El 1837 es va decidir que el canvi de rector es fes en la festa de la Reforma, cada 31 d'octubre. |
| 1615         | 1616         | Thomas Fincke                             | Després de la Reforma i la restauració de la universitat es van reintroduir els mandats semestrals, però al cap d'uns anys van tornar a ser anuals. El 1837 es va decidir que el canvi de rector es fes en la festa de la Reforma, cada 31 d'octubre. |
| 1616         | 1617         | Christen Sørensen Longomontanus           | Després de la Reforma i la restauració de la universitat es van reintroduir els mandats semestrals, però al cap d'uns anys van tornar a ser anuals. El 1837 es va decidir que el canvi de rector es fes en la festa de la Reforma, cada 31 d'octubre. |
| 1617         | 1618         | Hans Poulsen Resen                        | Després de la Reforma i la restauració de la universitat es van reintroduir els mandats semestrals, però al cap d'uns anys van tornar a ser anuals. El 1837 es va decidir que el canvi de rector es fes en la festa de la Reforma, cada 31 d'octubre. |
| 1618         | 1619         | Caspar Bartholin the Elder                | Després de la Reforma i la restauració de la universitat es van reintroduir els mandats semestrals, però al cap d'uns anys van tornar a ser anuals. El 1837 es va decidir que el canvi de rector es fes en la festa de la Reforma, cada 31 d'octubre. |
| 1619         | 1620         | Wolfgang Rhuman                           | Després de la Reforma i la restauració de la universitat es van reintroduir els mandats semestrals, però al cap d'uns anys van tornar a ser anuals. El 1837 es va decidir que el canvi de rector es fes en la festa de la Reforma, cada 31 d'octubre. |
| 1620         | 1621         | Cort Aslaksen                             | Després de la Reforma i la restauració de la universitat es van reintroduir els mandats semestrals, però al cap d'uns anys van tornar a ser anuals. El 1837 es va decidir que el canvi de rector es fes en la festa de la Reforma, cada 31 d'octubre. |
| 1621         | 1622         | Claus Plum                                | Després de la Reforma i la restauració de la universitat es van reintroduir els mandats semestrals, però al cap d'uns anys van tornar a ser anuals. El 1837 es va decidir que el canvi de rector es fes en la festa de la Reforma, cada 31 d'octubre. |
| 1622         | 1623         | Hans Jensen Alanus                        | Després de la Reforma i la restauració de la universitat es van reintroduir els mandats semestrals, però al cap d'uns anys van tornar a ser anuals. El 1837 es va decidir que el canvi de rector es fes en la festa de la Reforma, cada 31 d'octubre. |
| 1623         | 1624         | Jesper Rasmussen Brochmand                | Després de la Reforma i la restauració de la universitat es van reintroduir els mandats semestrals, però al cap d'uns anys van tornar a ser anuals. El 1837 es va decidir que el canvi de rector es fes en la festa de la Reforma, cada 31 d'octubre. |
| 1624         | 1625         | Thomas Fincke                             | Després de la Reforma i la restauració de la universitat es van reintroduir els mandats semestrals, però al cap d'uns anys van tornar a ser anuals. El 1837 es va decidir que el canvi de rector es fes en la festa de la Reforma, cada 31 d'octubre. |
| 1625         | 1626         | Christen Sørensen Longomontanus           | Després de la Reforma i la restauració de la universitat es van reintroduir els mandats semestrals, però al cap d'uns anys van tornar a ser anuals. El 1837 es va decidir que el canvi de rector es fes en la festa de la Reforma, cada 31 d'octubre. |
| 1626         | 1627         | Hans Poulsen Resen                        | Després de la Reforma i la restauració de la universitat es van reintroduir els mandats semestrals, però al cap d'uns anys van tornar a ser anuals. El 1837 es va decidir que el canvi de rector es fes en la festa de la Reforma, cada 31 d'octubre. |
| 1627         | 1628         | Olaus Wormius                             | Després de la Reforma i la restauració de la universitat es van reintroduir els mandats semestrals, però al cap d'uns anys van tornar a ser anuals. El 1837 es va decidir que el canvi de rector es fes en la festa de la Reforma, cada 31 d'octubre. |
| 1628         | 1629         | Wolfgang Rhuman                           | Després de la Reforma i la restauració de la universitat es van reintroduir els mandats semestrals, però al cap d'uns anys van tornar a ser anuals. El 1837 es va decidir que el canvi de rector es fes en la festa de la Reforma, cada 31 d'octubre. |
| 1629         | 1629         | Caspar Bartholin the Elder                | Després de la Reforma i la restauració de la universitat es van reintroduir els mandats semestrals, però al cap d'uns anys van tornar a ser anuals. El 1837 es va decidir que el canvi de rector es fes en la festa de la Reforma, cada 31 d'octubre. |
| 1629         | 1630         | Jesper Rasmussen Brochmand                | Després de la Reforma i la restauració de la universitat es van reintroduir els mandats semestrals, però al cap d'uns anys van tornar a ser anuals. El 1837 es va decidir que el canvi de rector es fes en la festa de la Reforma, cada 31 d'octubre. |
| 1630         | 1631         | Claus Plum                                | Després de la Reforma i la restauració de la universitat es van reintroduir els mandats semestrals, però al cap d'uns anys van tornar a ser anuals. El 1837 es va decidir que el canvi de rector es fes en la festa de la Reforma, cada 31 d'octubre. |
| 1631         | 1632         | Hans Rasmussen Brochmand                  | Després de la Reforma i la restauració de la universitat es van reintroduir els mandats semestrals, però al cap d'uns anys van tornar a ser anuals. El 1837 es va decidir que el canvi de rector es fes en la festa de la Reforma, cada 31 d'octubre. |
| 1632         | 1633         | Niels Pedersen Aurilesius                 | Després de la Reforma i la restauració de la universitat es van reintroduir els mandats semestrals, però al cap d'uns anys van tornar a ser anuals. El 1837 es va decidir que el canvi de rector es fes en la festa de la Reforma, cada 31 d'octubre. |
| 1633         | 1634         | Thomas Fincke                             | Després de la Reforma i la restauració de la universitat es van reintroduir els mandats semestrals, però al cap d'uns anys van tornar a ser anuals. El 1837 es va decidir que el canvi de rector es fes en la festa de la Reforma, cada 31 d'octubre. |
| 1634         | 1635         | Christen Sørensen Longomontanus           | Després de la Reforma i la restauració de la universitat es van reintroduir els mandats semestrals, però al cap d'uns anys van tornar a ser anuals. El 1837 es va decidir que el canvi de rector es fes en la festa de la Reforma, cada 31 d'octubre. |
| 1635         | 1636         | Jesper Rasmussen Brochmand                | Després de la Reforma i la restauració de la universitat es van reintroduir els mandats semestrals, però al cap d'uns anys van tornar a ser anuals. El 1837 es va decidir que el canvi de rector es fes en la festa de la Reforma, cada 31 d'octubre. |
| 1636         | 1637         | Ole Worm                                  | Després de la Reforma i la restauració de la universitat es van reintroduir els mandats semestrals, però al cap d'uns anys van tornar a ser anuals. El 1837 es va decidir que el canvi de rector es fes en la festa de la Reforma, cada 31 d'octubre. |
| 1637         | 1637         | Wolfgang Rhuman                           | Després de la Reforma i la restauració de la universitat es van reintroduir els mandats semestrals, però al cap d'uns anys van tornar a ser anuals. El 1837 es va decidir que el canvi de rector es fes en la festa de la Reforma, cada 31 d'octubre. |
| 1637         | 1638         | Jacob Fincke                              | Després de la Reforma i la restauració de la universitat es van reintroduir els mandats semestrals, però al cap d'uns anys van tornar a ser anuals. El 1837 es va decidir que el canvi de rector es fes en la festa de la Reforma, cada 31 d'octubre. |
| 1638         | 1638         | Hans Rasmussen Brochmand                  | Després de la Reforma i la restauració de la universitat es van reintroduir els mandats semestrals, però al cap d'uns anys van tornar a ser anuals. El 1837 es va decidir que el canvi de rector es fes en la festa de la Reforma, cada 31 d'octubre. |
| 1638         | 1639         | Jacob Fincke                              | Després de la Reforma i la restauració de la universitat es van reintroduir els mandats semestrals, però al cap d'uns anys van tornar a ser anuals. El 1837 es va decidir que el canvi de rector es fes en la festa de la Reforma, cada 31 d'octubre. |
| 1639         | 1640         | Claus Plum                                | Després de la Reforma i la restauració de la universitat es van reintroduir els mandats semestrals, però al cap d'uns anys van tornar a ser anuals. El 1837 es va decidir que el canvi de rector es fes en la festa de la Reforma, cada 31 d'octubre. |
| 1640         | 1641         | Christen Sørensen Longomontanus           | Després de la Reforma i la restauració de la universitat es van reintroduir els mandats semestrals, però al cap d'uns anys van tornar a ser anuals. El 1837 es va decidir que el canvi de rector es fes en la festa de la Reforma, cada 31 d'octubre. |
| 1641         | 1642         | Hans Hansen Resen                         | Després de la Reforma i la restauració de la universitat es van reintroduir els mandats semestrals, però al cap d'uns anys van tornar a ser anuals. El 1837 es va decidir que el canvi de rector es fes en la festa de la Reforma, cada 31 d'octubre. |
| 1642         | 1643         | Olaus Wormius                             | Després de la Reforma i la restauració de la universitat es van reintroduir els mandats semestrals, però al cap d'uns anys van tornar a ser anuals. El 1837 es va decidir que el canvi de rector es fes en la festa de la Reforma, cada 31 d'octubre. |
| 1643         | 1644         | Jacob Fincke                              | Després de la Reforma i la restauració de la universitat es van reintroduir els mandats semestrals, però al cap d'uns anys van tornar a ser anuals. El 1837 es va decidir que el canvi de rector es fes en la festa de la Reforma, cada 31 d'octubre. |
| 1644         | 1645         | Niels Poulsen Schandorph                  | Després de la Reforma i la restauració de la universitat es van reintroduir els mandats semestrals, però al cap d'uns anys van tornar a ser anuals. El 1837 es va decidir que el canvi de rector es fes en la festa de la Reforma, cada 31 d'octubre. |
| 1645         | 1646         | Claus Plum                                | Després de la Reforma i la restauració de la universitat es van reintroduir els mandats semestrals, però al cap d'uns anys van tornar a ser anuals. El 1837 es va decidir que el canvi de rector es fes en la festa de la Reforma, cada 31 d'octubre. |
| 1646         | 1647         | Thomas Bang                               | Després de la Reforma i la restauració de la universitat es van reintroduir els mandats semestrals, però al cap d'uns anys van tornar a ser anuals. El 1837 es va decidir que el canvi de rector es fes en la festa de la Reforma, cada 31 d'octubre. |
| 1647         | 1648         | Laurits Mortensen Scavenius               | Després de la Reforma i la restauració de la universitat es van reintroduir els mandats semestrals, però al cap d'uns anys van tornar a ser anuals. El 1837 es va decidir que el canvi de rector es fes en la festa de la Reforma, cada 31 d'octubre. |
| 1648         | 1649         | Ole Worm                                  | Després de la Reforma i la restauració de la universitat es van reintroduir els mandats semestrals, però al cap d'uns anys van tornar a ser anuals. El 1837 es va decidir que el canvi de rector es fes en la festa de la Reforma, cada 31 d'octubre. |
| 1649         | 1650         | Peder Spormand                            | Després de la Reforma i la restauració de la universitat es van reintroduir els mandats semestrals, però al cap d'uns anys van tornar a ser anuals. El 1837 es va decidir que el canvi de rector es fes en la festa de la Reforma, cada 31 d'octubre. |
| 1650         | 1651         | Hans Hansen Svane                         | Després de la Reforma i la restauració de la universitat es van reintroduir els mandats semestrals, però al cap d'uns anys van tornar a ser anuals. El 1837 es va decidir que el canvi de rector es fes en la festa de la Reforma, cada 31 d'octubre. |
| 1651         | 1652         | Johan Müller                              | Després de la Reforma i la restauració de la universitat es van reintroduir els mandats semestrals, però al cap d'uns anys van tornar a ser anuals. El 1837 es va decidir que el canvi de rector es fes en la festa de la Reforma, cada 31 d'octubre. |
| 1652         | 1653         | Jacob Fincke                              | Després de la Reforma i la restauració de la universitat es van reintroduir els mandats semestrals, però al cap d'uns anys van tornar a ser anuals. El 1837 es va decidir que el canvi de rector es fes en la festa de la Reforma, cada 31 d'octubre. |
| 1653         | 1654         | Thomas Bang                               | Després de la Reforma i la restauració de la universitat es van reintroduir els mandats semestrals, però al cap d'uns anys van tornar a ser anuals. El 1837 es va decidir que el canvi de rector es fes en la festa de la Reforma, cada 31 d'octubre. |
| 1654         | 1654         | Ole Worm                                  | Després de la Reforma i la restauració de la universitat es van reintroduir els mandats semestrals, però al cap d'uns anys van tornar a ser anuals. El 1837 es va decidir que el canvi de rector es fes en la festa de la Reforma, cada 31 d'octubre. |
| 1654         | 1654         | Thomas Bartholin                          | Després de la Reforma i la restauració de la universitat es van reintroduir els mandats semestrals, però al cap d'uns anys van tornar a ser anuals. El 1837 es va decidir que el canvi de rector es fes en la festa de la Reforma, cada 31 d'octubre. |
| 1654         | 1656         | Peder Spormand                            | Després de la Reforma i la restauració de la universitat es van reintroduir els mandats semestrals, però al cap d'uns anys van tornar a ser anuals. El 1837 es va decidir que el canvi de rector es fes en la festa de la Reforma, cada 31 d'octubre. |
| 1656         | 1657         | Jacob Knudsen                             | Després de la Reforma i la restauració de la universitat es van reintroduir els mandats semestrals, però al cap d'uns anys van tornar a ser anuals. El 1837 es va decidir que el canvi de rector es fes en la festa de la Reforma, cada 31 d'octubre. |
| 1657         | 1658         | Christen Ostenfeld                        | Després de la Reforma i la restauració de la universitat es van reintroduir els mandats semestrals, però al cap d'uns anys van tornar a ser anuals. El 1837 es va decidir que el canvi de rector es fes en la festa de la Reforma, cada 31 d'octubre. |
| 1658         | 1659         | Rasmus Enevoldsen Brochmand               | Després de la Reforma i la restauració de la universitat es van reintroduir els mandats semestrals, però al cap d'uns anys van tornar a ser anuals. El 1837 es va decidir que el canvi de rector es fes en la festa de la Reforma, cada 31 d'octubre. |
| 1658         | 1659         | Jacob Knudsen                             | Després de la Reforma i la restauració de la universitat es van reintroduir els mandats semestrals, però al cap d'uns anys van tornar a ser anuals. El 1837 es va decidir que el canvi de rector es fes en la festa de la Reforma, cada 31 d'octubre. |
| 1659         | 1661         | Hans Wandal                               | Després de la Reforma i la restauració de la universitat es van reintroduir els mandats semestrals, però al cap d'uns anys van tornar a ser anuals. El 1837 es va decidir que el canvi de rector es fes en la festa de la Reforma, cada 31 d'octubre. |
| 1661         | 1661         | Johan Müller                              | Després de la Reforma i la restauració de la universitat es van reintroduir els mandats semestrals, però al cap d'uns anys van tornar a ser anuals. El 1837 es va decidir que el canvi de rector es fes en la festa de la Reforma, cada 31 d'octubre. |
| 1661         | 1662         | Peder Lauritsen Scavenius                 | Després de la Reforma i la restauració de la universitat es van reintroduir els mandats semestrals, però al cap d'uns anys van tornar a ser anuals. El 1837 es va decidir que el canvi de rector es fes en la festa de la Reforma, cada 31 d'octubre. |
| 1662         | 1664         | Bertel Casparsen Bartholin                | Després de la Reforma i la restauració de la universitat es van reintroduir els mandats semestrals, però al cap d'uns anys van tornar a ser anuals. El 1837 es va decidir que el canvi de rector es fes en la festa de la Reforma, cada 31 d'octubre. |
| 1664         | 1664         | Rasmus Hansen Brochmand                   | Després de la Reforma i la restauració de la universitat es van reintroduir els mandats semestrals, però al cap d'uns anys van tornar a ser anuals. El 1837 es va decidir que el canvi de rector es fes en la festa de la Reforma, cada 31 d'octubre. |
| 1664         | 1665         | Christian Nold                            | Després de la Reforma i la restauració de la universitat es van reintroduir els mandats semestrals, però al cap d'uns anys van tornar a ser anuals. El 1837 es va decidir que el canvi de rector es fes en la festa de la Reforma, cada 31 d'octubre. |
| 1665         | 1666         | Thomas Bartholin                          | Després de la Reforma i la restauració de la universitat es van reintroduir els mandats semestrals, però al cap d'uns anys van tornar a ser anuals. El 1837 es va decidir que el canvi de rector es fes en la festa de la Reforma, cada 31 d'octubre. |
| 1666         | 1667         | Erasmus Bartholin                         | Després de la Reforma i la restauració de la universitat es van reintroduir els mandats semestrals, però al cap d'uns anys van tornar a ser anuals. El 1837 es va decidir que el canvi de rector es fes en la festa de la Reforma, cada 31 d'octubre. |
| 1667         | 1668         | Matthias Foss                             | Després de la Reforma i la restauració de la universitat es van reintroduir els mandats semestrals, però al cap d'uns anys van tornar a ser anuals. El 1837 es va decidir que el canvi de rector es fes en la festa de la Reforma, cada 31 d'octubre. |
| 1668         | 1669         | Christen Ostenfeld                        | Després de la Reforma i la restauració de la universitat es van reintroduir els mandats semestrals, però al cap d'uns anys van tornar a ser anuals. El 1837 es va decidir que el canvi de rector es fes en la festa de la Reforma, cada 31 d'octubre. |
| 1669         | 1670         | Bertel Bartholin                          | Després de la Reforma i la restauració de la universitat es van reintroduir els mandats semestrals, però al cap d'uns anys van tornar a ser anuals. El 1837 es va decidir que el canvi de rector es fes en la festa de la Reforma, cada 31 d'octubre. |
| 1670         | 1671         | Jørgen Witzleben                          | Després de la Reforma i la restauració de la universitat es van reintroduir els mandats semestrals, però al cap d'uns anys van tornar a ser anuals. El 1837 es va decidir que el canvi de rector es fes en la festa de la Reforma, cada 31 d'octubre. |
| 1671         | 1672         | Thomas Bartholin                          | Després de la Reforma i la restauració de la universitat es van reintroduir els mandats semestrals, però al cap d'uns anys van tornar a ser anuals. El 1837 es va decidir que el canvi de rector es fes en la festa de la Reforma, cada 31 d'octubre. |
| 1672         | 1673         | Jørgen Eilersen                           | Després de la Reforma i la restauració de la universitat es van reintroduir els mandats semestrals, però al cap d'uns anys van tornar a ser anuals. El 1837 es va decidir que el canvi de rector es fes en la festa de la Reforma, cada 31 d'octubre. |
| 1673         | 1674         | Jens Jensen Bircherod                     | Després de la Reforma i la restauració de la universitat es van reintroduir els mandats semestrals, però al cap d'uns anys van tornar a ser anuals. El 1837 es va decidir que el canvi de rector es fes en la festa de la Reforma, cada 31 d'octubre. |
| 1674         | 1675         | Erasmus Bartholin                         | Després de la Reforma i la restauració de la universitat es van reintroduir els mandats semestrals, però al cap d'uns anys van tornar a ser anuals. El 1837 es va decidir que el canvi de rector es fes en la festa de la Reforma, cada 31 d'octubre. |
| 1675         | 1676         | Ole Borch                                 | Després de la Reforma i la restauració de la universitat es van reintroduir els mandats semestrals, però al cap d'uns anys van tornar a ser anuals. El 1837 es va decidir que el canvi de rector es fes en la festa de la Reforma, cada 31 d'octubre. |
| 1676         | 1677         | Christoffer Hansen Schletter              | Després de la Reforma i la restauració de la universitat es van reintroduir els mandats semestrals, però al cap d'uns anys van tornar a ser anuals. El 1837 es va decidir que el canvi de rector es fes en la festa de la Reforma, cada 31 d'octubre. |
| 1677         | 1679         | Villum Worm                               | Després de la Reforma i la restauració de la universitat es van reintroduir els mandats semestrals, però al cap d'uns anys van tornar a ser anuals. El 1837 es va decidir que el canvi de rector es fes en la festa de la Reforma, cada 31 d'octubre. |
| 1679         | 1680         | Hans Bagger                               | Després de la Reforma i la restauració de la universitat es van reintroduir els mandats semestrals, però al cap d'uns anys van tornar a ser anuals. El 1837 es va decidir que el canvi de rector es fes en la festa de la Reforma, cada 31 d'octubre. |
| 1680         | 1680         | Thomas Bartholin                          | Després de la Reforma i la restauració de la universitat es van reintroduir els mandats semestrals, però al cap d'uns anys van tornar a ser anuals. El 1837 es va decidir que el canvi de rector es fes en la festa de la Reforma, cada 31 d'octubre. |
| 1680         | 1681         | Christian Nold                            | Després de la Reforma i la restauració de la universitat es van reintroduir els mandats semestrals, però al cap d'uns anys van tornar a ser anuals. El 1837 es va decidir que el canvi de rector es fes en la festa de la Reforma, cada 31 d'octubre. |
| 1681         | 1682         | Ole Borch                                 | Després de la Reforma i la restauració de la universitat es van reintroduir els mandats semestrals, però al cap d'uns anys van tornar a ser anuals. El 1837 es va decidir que el canvi de rector es fes en la festa de la Reforma, cada 31 d'octubre. |
| 1682         | 1683         | Christian Nold                            | Després de la Reforma i la restauració de la universitat es van reintroduir els mandats semestrals, però al cap d'uns anys van tornar a ser anuals. El 1837 es va decidir que el canvi de rector es fes en la festa de la Reforma, cada 31 d'octubre. |
| 1683         | 1684         | Erasmus Bartholin                         | Després de la Reforma i la restauració de la universitat es van reintroduir els mandats semestrals, però al cap d'uns anys van tornar a ser anuals. El 1837 es va decidir que el canvi de rector es fes en la festa de la Reforma, cada 31 d'octubre. |
| 1684         | 1685         | Cosmus Bornemann                          | Després de la Reforma i la restauració de la universitat es van reintroduir els mandats semestrals, però al cap d'uns anys van tornar a ser anuals. El 1837 es va decidir que el canvi de rector es fes en la festa de la Reforma, cada 31 d'octubre. |
| 1685         | 1686         | Jens Jensen Bircherod                     | Després de la Reforma i la restauració de la universitat es van reintroduir els mandats semestrals, però al cap d'uns anys van tornar a ser anuals. El 1837 es va decidir que el canvi de rector es fes en la festa de la Reforma, cada 31 d'octubre. |
| 1686         | 1687         | Villum Worm                               | Després de la Reforma i la restauració de la universitat es van reintroduir els mandats semestrals, però al cap d'uns anys van tornar a ser anuals. El 1837 es va decidir que el canvi de rector es fes en la festa de la Reforma, cada 31 d'octubre. |
| 1687         | 1688         | Caspar Thomsen Bartholin                  | Després de la Reforma i la restauració de la universitat es van reintroduir els mandats semestrals, però al cap d'uns anys van tornar a ser anuals. El 1837 es va decidir que el canvi de rector es fes en la festa de la Reforma, cada 31 d'octubre. |
| 1688         | 1689         | Hans Wandal                               | Després de la Reforma i la restauració de la universitat es van reintroduir els mandats semestrals, però al cap d'uns anys van tornar a ser anuals. El 1837 es va decidir que el canvi de rector es fes en la festa de la Reforma, cada 31 d'octubre. |
| 1689         | 1690         | Cosmus Bornemann                          | Després de la Reforma i la restauració de la universitat es van reintroduir els mandats semestrals, però al cap d'uns anys van tornar a ser anuals. El 1837 es va decidir que el canvi de rector es fes en la festa de la Reforma, cada 31 d'octubre. |
| 1690         | 1691         | Holger Jacobsen                           | Després de la Reforma i la restauració de la universitat es van reintroduir els mandats semestrals, però al cap d'uns anys van tornar a ser anuals. El 1837 es va decidir que el canvi de rector es fes en la festa de la Reforma, cada 31 d'octubre. |
| 1691         | 1692         | Hector Gottfried Masius                   | Després de la Reforma i la restauració de la universitat es van reintroduir els mandats semestrals, però al cap d'uns anys van tornar a ser anuals. El 1837 es va decidir que el canvi de rector es fes en la festa de la Reforma, cada 31 d'octubre. |
| 1692         | 1693         | Caspar Thomsen Bartholin                  | Després de la Reforma i la restauració de la universitat es van reintroduir els mandats semestrals, però al cap d'uns anys van tornar a ser anuals. El 1837 es va decidir que el canvi de rector es fes en la festa de la Reforma, cada 31 d'octubre. |
| 1693         | 1694         | Ole Rømer                                 | Després de la Reforma i la restauració de la universitat es van reintroduir els mandats semestrals, però al cap d'uns anys van tornar a ser anuals. El 1837 es va decidir que el canvi de rector es fes en la festa de la Reforma, cada 31 d'octubre. |
| 1694         | 1695         | Heinrich Bornemann                        | Després de la Reforma i la restauració de la universitat es van reintroduir els mandats semestrals, però al cap d'uns anys van tornar a ser anuals. El 1837 es va decidir que el canvi de rector es fes en la festa de la Reforma, cada 31 d'octubre. |
| 1695         | 1697         | Holger Jacobsen                           | Després de la Reforma i la restauració de la universitat es van reintroduir els mandats semestrals, però al cap d'uns anys van tornar a ser anuals. El 1837 es va decidir que el canvi de rector es fes en la festa de la Reforma, cada 31 d'octubre. |
| 1697         | 1698         | Hans Wandal                               | Després de la Reforma i la restauració de la universitat es van reintroduir els mandats semestrals, però al cap d'uns anys van tornar a ser anuals. El 1837 es va decidir que el canvi de rector es fes en la festa de la Reforma, cada 31 d'octubre. |
| 1698         | 1699         | Christian Reitzer                         | Després de la Reforma i la restauració de la universitat es van reintroduir els mandats semestrals, però al cap d'uns anys van tornar a ser anuals. El 1837 es va decidir que el canvi de rector es fes en la festa de la Reforma, cada 31 d'octubre. |
| 1699         | 1700         | Ole Rømer                                 | Després de la Reforma i la restauració de la universitat es van reintroduir els mandats semestrals, però al cap d'uns anys van tornar a ser anuals. El 1837 es va decidir que el canvi de rector es fes en la festa de la Reforma, cada 31 d'octubre. |
| 1700         | 1701         | Hector Gottfried Masius                   | Després de la Reforma i la restauració de la universitat es van reintroduir els mandats semestrals, però al cap d'uns anys van tornar a ser anuals. El 1837 es va decidir que el canvi de rector es fes en la festa de la Reforma, cada 31 d'octubre. |
| 1701         | 1703         | Caspar Thomsen Bartholin                  | Després de la Reforma i la restauració de la universitat es van reintroduir els mandats semestrals, però al cap d'uns anys van tornar a ser anuals. El 1837 es va decidir que el canvi de rector es fes en la festa de la Reforma, cada 31 d'octubre. |
| 1703         | 1704         | Hans Thomsen Bartholin                    | Després de la Reforma i la restauració de la universitat es van reintroduir els mandats semestrals, però al cap d'uns anys van tornar a ser anuals. El 1837 es va decidir que el canvi de rector es fes en la festa de la Reforma, cada 31 d'octubre. |
| 1704         | 1706         | Hans Mikkelsen Mule                       | Després de la Reforma i la restauració de la universitat es van reintroduir els mandats semestrals, però al cap d'uns anys van tornar a ser anuals. El 1837 es va decidir que el canvi de rector es fes en la festa de la Reforma, cada 31 d'octubre. |
| 1706         | 1708         | Hans Wandal                               | Després de la Reforma i la restauració de la universitat es van reintroduir els mandats semestrals, però al cap d'uns anys van tornar a ser anuals. El 1837 es va decidir que el canvi de rector es fes en la festa de la Reforma, cada 31 d'octubre. |
| 1708         | 1711         | Christian Reitzer                         | Després de la Reforma i la restauració de la universitat es van reintroduir els mandats semestrals, però al cap d'uns anys van tornar a ser anuals. El 1837 es va decidir que el canvi de rector es fes en la festa de la Reforma, cada 31 d'octubre. |
| 1711         | 1714         | Hans Jensen Bircherod                     | Després de la Reforma i la restauració de la universitat es van reintroduir els mandats semestrals, però al cap d'uns anys van tornar a ser anuals. El 1837 es va decidir que el canvi de rector es fes en la festa de la Reforma, cada 31 d'octubre. |
| 1714         | 1717         | Hans Stenbuch                             | Després de la Reforma i la restauració de la universitat es van reintroduir els mandats semestrals, però al cap d'uns anys van tornar a ser anuals. El 1837 es va decidir que el canvi de rector es fes en la festa de la Reforma, cada 31 d'octubre. |
| 1717         | 1720         | Georg Frederik Franck de Franckenau       | Després de la Reforma i la restauració de la universitat es van reintroduir els mandats semestrals, però al cap d'uns anys van tornar a ser anuals. El 1837 es va decidir que el canvi de rector es fes en la festa de la Reforma, cada 31 d'octubre. |
| 1720         | 1722         | Heinrich Weghorst                         | Després de la Reforma i la restauració de la universitat es van reintroduir els mandats semestrals, però al cap d'uns anys van tornar a ser anuals. El 1837 es va decidir que el canvi de rector es fes en la festa de la Reforma, cada 31 d'octubre. |
| 1722         | 1723         | Hans Thomsen Bartholin                    | Després de la Reforma i la restauració de la universitat es van reintroduir els mandats semestrals, però al cap d'uns anys van tornar a ser anuals. El 1837 es va decidir que el canvi de rector es fes en la festa de la Reforma, cada 31 d'octubre. |
| 1723         | 1726         | Johannes de Buchwald                      | Després de la Reforma i la restauració de la universitat es van reintroduir els mandats semestrals, però al cap d'uns anys van tornar a ser anuals. El 1837 es va decidir que el canvi de rector es fes en la festa de la Reforma, cada 31 d'octubre. |
| 1726         | 1729         | Anders Frølund                            | Després de la Reforma i la restauració de la universitat es van reintroduir els mandats semestrals, però al cap d'uns anys van tornar a ser anuals. El 1837 es va decidir que el canvi de rector es fes en la festa de la Reforma, cada 31 d'octubre. |
| 1729         | 1731         | Søren Lintrup                             | Després de la Reforma i la restauració de la universitat es van reintroduir els mandats semestrals, però al cap d'uns anys van tornar a ser anuals. El 1837 es va decidir que el canvi de rector es fes en la festa de la Reforma, cada 31 d'octubre. |
| 1731         | 1731         | Johannes de Buchwald                      | Després de la Reforma i la restauració de la universitat es van reintroduir els mandats semestrals, però al cap d'uns anys van tornar a ser anuals. El 1837 es va decidir que el canvi de rector es fes en la festa de la Reforma, cada 31 d'octubre. |
| 1731         | 1732         | Christian Bagger                          | Després de la Reforma i la restauració de la universitat es van reintroduir els mandats semestrals, però al cap d'uns anys van tornar a ser anuals. El 1837 es va decidir que el canvi de rector es fes en la festa de la Reforma, cada 31 d'octubre. |
| 1732         | 1733         | Hans Gram                                 | Després de la Reforma i la restauració de la universitat es van reintroduir els mandats semestrals, però al cap d'uns anys van tornar a ser anuals. El 1837 es va decidir que el canvi de rector es fes en la festa de la Reforma, cada 31 d'octubre. |
| 1733         | 1734         | Hans Stenbuch                             | Després de la Reforma i la restauració de la universitat es van reintroduir els mandats semestrals, però al cap d'uns anys van tornar a ser anuals. El 1837 es va decidir que el canvi de rector es fes en la festa de la Reforma, cada 31 d'octubre. |
| 1734         | 1735         | Georg Detharding                          | Després de la Reforma i la restauració de la universitat es van reintroduir els mandats semestrals, però al cap d'uns anys van tornar a ser anuals. El 1837 es va decidir que el canvi de rector es fes en la festa de la Reforma, cada 31 d'octubre. |
| 1735         | 1736         | Ludvig Holberg                            | Després de la Reforma i la restauració de la universitat es van reintroduir els mandats semestrals, però al cap d'uns anys van tornar a ser anuals. El 1837 es va decidir que el canvi de rector es fes en la festa de la Reforma, cada 31 d'octubre. |
| 1736         | 1737         | Marcus Wöldike                            | Després de la Reforma i la restauració de la universitat es van reintroduir els mandats semestrals, però al cap d'uns anys van tornar a ser anuals. El 1837 es va decidir que el canvi de rector es fes en la festa de la Reforma, cada 31 d'octubre. |
| 1737         | 1738         | Andreas Hojer                             | Després de la Reforma i la restauració de la universitat es van reintroduir els mandats semestrals, però al cap d'uns anys van tornar a ser anuals. El 1837 es va decidir que el canvi de rector es fes en la festa de la Reforma, cada 31 d'octubre. |
| 1738         | 1739         | Peder Nielsen Horrebow                    | Després de la Reforma i la restauració de la universitat es van reintroduir els mandats semestrals, però al cap d'uns anys van tornar a ser anuals. El 1837 es va decidir que el canvi de rector es fes en la festa de la Reforma, cada 31 d'octubre. |
| 1739         | 1740         | Jeremias Friedrich Reuss                  | Després de la Reforma i la restauració de la universitat es van reintroduir els mandats semestrals, però al cap d'uns anys van tornar a ser anuals. El 1837 es va decidir que el canvi de rector es fes en la festa de la Reforma, cada 31 d'octubre. |
| 1740         | 1741         | Balthazar Johannes de Buchwald            | Després de la Reforma i la restauració de la universitat es van reintroduir els mandats semestrals, però al cap d'uns anys van tornar a ser anuals. El 1837 es va decidir que el canvi de rector es fes en la festa de la Reforma, cada 31 d'octubre. |
| 1741         | 1742         | Christian Thestrup                        | Després de la Reforma i la restauració de la universitat es van reintroduir els mandats semestrals, però al cap d'uns anys van tornar a ser anuals. El 1837 es va decidir que el canvi de rector es fes en la festa de la Reforma, cada 31 d'octubre. |
| 1742         | 1743         | Marcus Wöldike                            | Després de la Reforma i la restauració de la universitat es van reintroduir els mandats semestrals, però al cap d'uns anys van tornar a ser anuals. El 1837 es va decidir que el canvi de rector es fes en la festa de la Reforma, cada 31 d'octubre. |
| 1743         | 1744         | Georg Detharding                          | Després de la Reforma i la restauració de la universitat es van reintroduir els mandats semestrals, però al cap d'uns anys van tornar a ser anuals. El 1837 es va decidir que el canvi de rector es fes en la festa de la Reforma, cada 31 d'octubre. |
| 1744         | 1745         | Hans Gram                                 | Després de la Reforma i la restauració de la universitat es van reintroduir els mandats semestrals, però al cap d'uns anys van tornar a ser anuals. El 1837 es va decidir que el canvi de rector es fes en la festa de la Reforma, cada 31 d'octubre. |
| 1745         | 1746         | Søren Bloch                               | Després de la Reforma i la restauració de la universitat es van reintroduir els mandats semestrals, però al cap d'uns anys van tornar a ser anuals. El 1837 es va decidir que el canvi de rector es fes en la festa de la Reforma, cada 31 d'octubre. |
| 1746         | 1747         | Christian Ludvig Scheidt                  | Després de la Reforma i la restauració de la universitat es van reintroduir els mandats semestrals, però al cap d'uns anys van tornar a ser anuals. El 1837 es va decidir que el canvi de rector es fes en la festa de la Reforma, cada 31 d'octubre. |
| 1747         | 1748         | Peder Nielsen Horrebow                    | Després de la Reforma i la restauració de la universitat es van reintroduir els mandats semestrals, però al cap d'uns anys van tornar a ser anuals. El 1837 es va decidir que el canvi de rector es fes en la festa de la Reforma, cada 31 d'octubre. |
| 1748         | 1749         | Jeremias Friedrich Reuss                  | Després de la Reforma i la restauració de la universitat es van reintroduir els mandats semestrals, però al cap d'uns anys van tornar a ser anuals. El 1837 es va decidir que el canvi de rector es fes en la festa de la Reforma, cada 31 d'octubre. |
| 1749         | 1750         | Balthazar Johannes de Buchwald            | Després de la Reforma i la restauració de la universitat es van reintroduir els mandats semestrals, però al cap d'uns anys van tornar a ser anuals. El 1837 es va decidir que el canvi de rector es fes en la festa de la Reforma, cada 31 d'octubre. |
| 1750         | 1751         | Peder Holm                                | Després de la Reforma i la restauració de la universitat es van reintroduir els mandats semestrals, però al cap d'uns anys van tornar a ser anuals. El 1837 es va decidir que el canvi de rector es fes en la festa de la Reforma, cada 31 d'octubre. |
| 1751         | 1752         | Hans Peter Anchersen                      | Després de la Reforma i la restauració de la universitat es van reintroduir els mandats semestrals, però al cap d'uns anys van tornar a ser anuals. El 1837 es va decidir que el canvi de rector es fes en la festa de la Reforma, cada 31 d'octubre. |
| 1752         | 1753         | Peder Kofoed Ancher                       | Després de la Reforma i la restauració de la universitat es van reintroduir els mandats semestrals, però al cap d'uns anys van tornar a ser anuals. El 1837 es va decidir que el canvi de rector es fes en la festa de la Reforma, cada 31 d'octubre. |
| 1753         | 1754         | Johan Christian Kall                      | Després de la Reforma i la restauració de la universitat es van reintroduir els mandats semestrals, però al cap d'uns anys van tornar a ser anuals. El 1837 es va decidir que el canvi de rector es fes en la festa de la Reforma, cada 31 d'octubre. |
| 1754         | 1755         | Peder Rosenstand-Goiske                   | Després de la Reforma i la restauració de la universitat es van reintroduir els mandats semestrals, però al cap d'uns anys van tornar a ser anuals. El 1837 es va decidir que el canvi de rector es fes en la festa de la Reforma, cada 31 d'octubre. |
| 1755         | 1756         | Christen Lodberg Friis                    | Després de la Reforma i la restauració de la universitat es van reintroduir els mandats semestrals, però al cap d'uns anys van tornar a ser anuals. El 1837 es va decidir que el canvi de rector es fes en la festa de la Reforma, cada 31 d'octubre. |
| 1756         | 1757         | Bernhard Møllmann                         | Després de la Reforma i la restauració de la universitat es van reintroduir els mandats semestrals, però al cap d'uns anys van tornar a ser anuals. El 1837 es va decidir que el canvi de rector es fes en la festa de la Reforma, cada 31 d'octubre. |
| 1757         | 1758         | Hans Otto Bang                            | Després de la Reforma i la restauració de la universitat es van reintroduir els mandats semestrals, però al cap d'uns anys van tornar a ser anuals. El 1837 es va decidir que el canvi de rector es fes en la festa de la Reforma, cada 31 d'octubre. |
| 1758         | 1759         | Balthazar Johan de Buchwald               | Després de la Reforma i la restauració de la universitat es van reintroduir els mandats semestrals, però al cap d'uns anys van tornar a ser anuals. El 1837 es va decidir que el canvi de rector es fes en la festa de la Reforma, cada 31 d'octubre. |
| 1759         | 1760         | Hans Peter Anchersen                      | Després de la Reforma i la restauració de la universitat es van reintroduir els mandats semestrals, però al cap d'uns anys van tornar a ser anuals. El 1837 es va decidir que el canvi de rector es fes en la festa de la Reforma, cada 31 d'octubre. |
| 1760         | 1761         | Peder Holm                                | Després de la Reforma i la restauració de la universitat es van reintroduir els mandats semestrals, però al cap d'uns anys van tornar a ser anuals. El 1837 es va decidir que el canvi de rector es fes en la festa de la Reforma, cada 31 d'octubre. |
| 1761         | 1762         | Johan Christian Kall                      | Després de la Reforma i la restauració de la universitat es van reintroduir els mandats semestrals, però al cap d'uns anys van tornar a ser anuals. El 1837 es va decidir que el canvi de rector es fes en la festa de la Reforma, cada 31 d'octubre. |
| 1762         | 1763         | Peder Kofoed Ancher                       | Després de la Reforma i la restauració de la universitat es van reintroduir els mandats semestrals, però al cap d'uns anys van tornar a ser anuals. El 1837 es va decidir que el canvi de rector es fes en la festa de la Reforma, cada 31 d'octubre. |
| 1763         | 1764         | Peder Rosenstand-Goiske                   | Després de la Reforma i la restauració de la universitat es van reintroduir els mandats semestrals, però al cap d'uns anys van tornar a ser anuals. El 1837 es va decidir que el canvi de rector es fes en la festa de la Reforma, cada 31 d'octubre. |
| 1764         | 1765         | Bernhard Møllmann                         | Després de la Reforma i la restauració de la universitat es van reintroduir els mandats semestrals, però al cap d'uns anys van tornar a ser anuals. El 1837 es va decidir que el canvi de rector es fes en la festa de la Reforma, cada 31 d'octubre. |
| 1765         | 1766         | Christian Gottlieb Kratzenstein           | Després de la Reforma i la restauració de la universitat es van reintroduir els mandats semestrals, però al cap d'uns anys van tornar a ser anuals. El 1837 es va decidir que el canvi de rector es fes en la festa de la Reforma, cada 31 d'octubre. |
| 1766         | 1767         | Johan Andreas Cramer                      | Després de la Reforma i la restauració de la universitat es van reintroduir els mandats semestrals, però al cap d'uns anys van tornar a ser anuals. El 1837 es va decidir que el canvi de rector es fes en la festa de la Reforma, cada 31 d'octubre. |
| 1767         | 1768         | Peder Kofoed Ancher                       | Després de la Reforma i la restauració de la universitat es van reintroduir els mandats semestrals, però al cap d'uns anys van tornar a ser anuals. El 1837 es va decidir que el canvi de rector es fes en la festa de la Reforma, cada 31 d'octubre. |
| 1768         | 1769         | Christen Horrebow                         | Després de la Reforma i la restauració de la universitat es van reintroduir els mandats semestrals, però al cap d'uns anys van tornar a ser anuals. El 1837 es va decidir que el canvi de rector es fes en la festa de la Reforma, cada 31 d'octubre. |
| 1769         | 1770         | Peder Holm                                | Després de la Reforma i la restauració de la universitat es van reintroduir els mandats semestrals, però al cap d'uns anys van tornar a ser anuals. El 1837 es va decidir que el canvi de rector es fes en la festa de la Reforma, cada 31 d'octubre. |
| 1770         | 1771         | Johan Christian Kall                      | Després de la Reforma i la restauració de la universitat es van reintroduir els mandats semestrals, però al cap d'uns anys van tornar a ser anuals. El 1837 es va decidir que el canvi de rector es fes en la festa de la Reforma, cada 31 d'octubre. |
| 1771         | 1772         | Christian Gottlieb Kratzenstein           | Després de la Reforma i la restauració de la universitat es van reintroduir els mandats semestrals, però al cap d'uns anys van tornar a ser anuals. El 1837 es va decidir que el canvi de rector es fes en la festa de la Reforma, cada 31 d'octubre. |
| 1772         | 1773         | Martin Hübner                             | Després de la Reforma i la restauració de la universitat es van reintroduir els mandats semestrals, però al cap d'uns anys van tornar a ser anuals. El 1837 es va decidir que el canvi de rector es fes en la festa de la Reforma, cada 31 d'octubre. |
| 1773         | 1774         | Nicolai Edinger Balle                     | Després de la Reforma i la restauració de la universitat es van reintroduir els mandats semestrals, però al cap d'uns anys van tornar a ser anuals. El 1837 es va decidir que el canvi de rector es fes en la festa de la Reforma, cada 31 d'octubre. |
| 1774         | 1775         | Peder Kofoed Ancher                       | Després de la Reforma i la restauració de la universitat es van reintroduir els mandats semestrals, però al cap d'uns anys van tornar a ser anuals. El 1837 es va decidir que el canvi de rector es fes en la festa de la Reforma, cada 31 d'octubre. |
| 1775         | 1776         | Hector Frederik Janson                    | Després de la Reforma i la restauració de la universitat es van reintroduir els mandats semestrals, però al cap d'uns anys van tornar a ser anuals. El 1837 es va decidir que el canvi de rector es fes en la festa de la Reforma, cada 31 d'octubre. |
| 1776         | 1777         | Christen Friis Rottbøll                   | Després de la Reforma i la restauració de la universitat es van reintroduir els mandats semestrals, però al cap d'uns anys van tornar a ser anuals. El 1837 es va decidir que el canvi de rector es fes en la festa de la Reforma, cada 31 d'octubre. |
| 1777         | 1778         | Balthazar Gebhard de Obelitz              | Després de la Reforma i la restauració de la universitat es van reintroduir els mandats semestrals, però al cap d'uns anys van tornar a ser anuals. El 1837 es va decidir que el canvi de rector es fes en la festa de la Reforma, cada 31 d'octubre. |
| 1778         | 1779         | Claus Frees Hornemann                     | Després de la Reforma i la restauració de la universitat es van reintroduir els mandats semestrals, però al cap d'uns anys van tornar a ser anuals. El 1837 es va decidir que el canvi de rector es fes en la festa de la Reforma, cada 31 d'octubre. |
| 1779         | 1780         | Christian Gottlieb Kratzenstein           | Després de la Reforma i la restauració de la universitat es van reintroduir els mandats semestrals, però al cap d'uns anys van tornar a ser anuals. El 1837 es va decidir que el canvi de rector es fes en la festa de la Reforma, cada 31 d'octubre. |
| 1780         | 1780         | Johan Heinrich Schlegel                   | Després de la Reforma i la restauració de la universitat es van reintroduir els mandats semestrals, però al cap d'uns anys van tornar a ser anuals. El 1837 es va decidir que el canvi de rector es fes en la festa de la Reforma, cada 31 d'octubre. |
| 1780         | 1782         | Nicolai Edinger Balle                     | Després de la Reforma i la restauració de la universitat es van reintroduir els mandats semestrals, però al cap d'uns anys van tornar a ser anuals. El 1837 es va decidir que el canvi de rector es fes en la festa de la Reforma, cada 31 d'octubre. |
| 1782         | 1783         | Jacob Edvard Colbiørnsen                  | Després de la Reforma i la restauració de la universitat es van reintroduir els mandats semestrals, però al cap d'uns anys van tornar a ser anuals. El 1837 es va decidir que el canvi de rector es fes en la festa de la Reforma, cada 31 d'octubre. |
| 1783         | 1784         | Abraham Kall                              | Després de la Reforma i la restauració de la universitat es van reintroduir els mandats semestrals, però al cap d'uns anys van tornar a ser anuals. El 1837 es va decidir que el canvi de rector es fes en la festa de la Reforma, cada 31 d'octubre. |
| 1784         | 1785         | Hector Frederik Janson                    | Després de la Reforma i la restauració de la universitat es van reintroduir els mandats semestrals, però al cap d'uns anys van tornar a ser anuals. El 1837 es va decidir que el canvi de rector es fes en la festa de la Reforma, cada 31 d'octubre. |
| 1785         | 1786         | Christian Gottlieb Kratzenstein           | Després de la Reforma i la restauració de la universitat es van reintroduir els mandats semestrals, però al cap d'uns anys van tornar a ser anuals. El 1837 es va decidir que el canvi de rector es fes en la festa de la Reforma, cada 31 d'octubre. |
| 1786         | 1787         | Børge Riisbrigh                           | Després de la Reforma i la restauració de la universitat es van reintroduir els mandats semestrals, però al cap d'uns anys van tornar a ser anuals. El 1837 es va decidir que el canvi de rector es fes en la festa de la Reforma, cada 31 d'octubre. |
| 1787         | 1788         | Claus Frees Hornemann                     | Després de la Reforma i la restauració de la universitat es van reintroduir els mandats semestrals, però al cap d'uns anys van tornar a ser anuals. El 1837 es va decidir que el canvi de rector es fes en la festa de la Reforma, cada 31 d'octubre. |
| 1788         | 1789         | Jacob Edvard Colbiørnsen                  | Després de la Reforma i la restauració de la universitat es van reintroduir els mandats semestrals, però al cap d'uns anys van tornar a ser anuals. El 1837 es va decidir que el canvi de rector es fes en la festa de la Reforma, cada 31 d'octubre. |
| 1789         | 1790         | Thomas Bugge                              | Després de la Reforma i la restauració de la universitat es van reintroduir els mandats semestrals, però al cap d'uns anys van tornar a ser anuals. El 1837 es va decidir que el canvi de rector es fes en la festa de la Reforma, cada 31 d'octubre. |
| 1790         | 1791         | Daniel Gotthilf Moldenhawer               | Després de la Reforma i la restauració de la universitat es van reintroduir els mandats semestrals, però al cap d'uns anys van tornar a ser anuals. El 1837 es va decidir que el canvi de rector es fes en la festa de la Reforma, cada 31 d'octubre. |
| 1791         | 1792         | Lauritz Nørregaard                        | Després de la Reforma i la restauració de la universitat es van reintroduir els mandats semestrals, però al cap d'uns anys van tornar a ser anuals. El 1837 es va decidir que el canvi de rector es fes en la festa de la Reforma, cada 31 d'octubre. |
| 1792         | 1793         | Nicolai Christoffer Kall                  | Després de la Reforma i la restauració de la universitat es van reintroduir els mandats semestrals, però al cap d'uns anys van tornar a ser anuals. El 1837 es va decidir que el canvi de rector es fes en la festa de la Reforma, cada 31 d'octubre. |
| 1793         | 1794         | Claus Frees Hornemann                     | Després de la Reforma i la restauració de la universitat es van reintroduir els mandats semestrals, però al cap d'uns anys van tornar a ser anuals. El 1837 es va decidir que el canvi de rector es fes en la festa de la Reforma, cada 31 d'octubre. |
| 1794         | 1795         | Jacob Baden                               | Després de la Reforma i la restauració de la universitat es van reintroduir els mandats semestrals, però al cap d'uns anys van tornar a ser anuals. El 1837 es va decidir que el canvi de rector es fes en la festa de la Reforma, cada 31 d'octubre. |
| 1795         | 1796         | Mathias Saxtorph                          | Després de la Reforma i la restauració de la universitat es van reintroduir els mandats semestrals, però al cap d'uns anys van tornar a ser anuals. El 1837 es va decidir que el canvi de rector es fes en la festa de la Reforma, cada 31 d'octubre. |
| 1796         | 1797         | Friederich Münter                         | Després de la Reforma i la restauració de la universitat es van reintroduir els mandats semestrals, però al cap d'uns anys van tornar a ser anuals. El 1837 es va decidir que el canvi de rector es fes en la festa de la Reforma, cada 31 d'octubre. |
| 1797         | 1798         | Mathias Saxtorph                          | Després de la Reforma i la restauració de la universitat es van reintroduir els mandats semestrals, però al cap d'uns anys van tornar a ser anuals. El 1837 es va decidir que el canvi de rector es fes en la festa de la Reforma, cada 31 d'octubre. |
| 1798         | 1799         | Abraham Kall                              | Després de la Reforma i la restauració de la universitat es van reintroduir els mandats semestrals, però al cap d'uns anys van tornar a ser anuals. El 1837 es va decidir que el canvi de rector es fes en la festa de la Reforma, cada 31 d'octubre. |
| 1799         | 1800         | Daniel Gotthilf Moldenhawer               | Després de la Reforma i la restauració de la universitat es van reintroduir els mandats semestrals, però al cap d'uns anys van tornar a ser anuals. El 1837 es va decidir que el canvi de rector es fes en la festa de la Reforma, cada 31 d'octubre. |
| 1800         | 1801         | Johan Clemens Tode                        | Després de la Reforma i la restauració de la universitat es van reintroduir els mandats semestrals, però al cap d'uns anys van tornar a ser anuals. El 1837 es va decidir que el canvi de rector es fes en la festa de la Reforma, cada 31 d'octubre. |
| 1801         | 1802         | Thomas Bugge                              | Després de la Reforma i la restauració de la universitat es van reintroduir els mandats semestrals, però al cap d'uns anys van tornar a ser anuals. El 1837 es va decidir que el canvi de rector es fes en la festa de la Reforma, cada 31 d'octubre. |
| 1802         | 1803         | Friederich Münter                         | Després de la Reforma i la restauració de la universitat es van reintroduir els mandats semestrals, però al cap d'uns anys van tornar a ser anuals. El 1837 es va decidir que el canvi de rector es fes en la festa de la Reforma, cada 31 d'octubre. |
| 1803         | 1804         | Johan Frederik Vilhelm Schlegel           | Després de la Reforma i la restauració de la universitat es van reintroduir els mandats semestrals, però al cap d'uns anys van tornar a ser anuals. El 1837 es va decidir que el canvi de rector es fes en la festa de la Reforma, cada 31 d'octubre. |
| 1804         | 1805         | Nicolai Christoffer Kall                  | Després de la Reforma i la restauració de la universitat es van reintroduir els mandats semestrals, però al cap d'uns anys van tornar a ser anuals. El 1837 es va decidir que el canvi de rector es fes en la festa de la Reforma, cada 31 d'octubre. |
| 1805         | 1806         | Claus Frees Hornemann                     | Després de la Reforma i la restauració de la universitat es van reintroduir els mandats semestrals, però al cap d'uns anys van tornar a ser anuals. El 1837 es va decidir que el canvi de rector es fes en la festa de la Reforma, cada 31 d'octubre. |
| 1806         | 1807         | Frederik Ludvig Bang                      | Després de la Reforma i la restauració de la universitat es van reintroduir els mandats semestrals, però al cap d'uns anys van tornar a ser anuals. El 1837 es va decidir que el canvi de rector es fes en la festa de la Reforma, cada 31 d'octubre. |
| 1807         | 1808         | Niels Treschow                            | Després de la Reforma i la restauració de la universitat es van reintroduir els mandats semestrals, però al cap d'uns anys van tornar a ser anuals. El 1837 es va decidir que el canvi de rector es fes en la festa de la Reforma, cada 31 d'octubre. |
| 1808         | 1809         | Peter Erasmus Müller                      | Després de la Reforma i la restauració de la universitat es van reintroduir els mandats semestrals, però al cap d'uns anys van tornar a ser anuals. El 1837 es va decidir que el canvi de rector es fes en la festa de la Reforma, cada 31 d'octubre. |
| 1809         | 1810         | Frederik Theodor Hurtigkarl               | Després de la Reforma i la restauració de la universitat es van reintroduir els mandats semestrals, però al cap d'uns anys van tornar a ser anuals. El 1837 es va decidir que el canvi de rector es fes en la festa de la Reforma, cada 31 d'octubre. |
| 1810         | 1811         | Thomas Bugge                              | Després de la Reforma i la restauració de la universitat es van reintroduir els mandats semestrals, però al cap d'uns anys van tornar a ser anuals. El 1837 es va decidir que el canvi de rector es fes en la festa de la Reforma, cada 31 d'octubre. |
| 1811         | 1812         | Claus Frees Hornemann                     | Després de la Reforma i la restauració de la universitat es van reintroduir els mandats semestrals, però al cap d'uns anys van tornar a ser anuals. El 1837 es va decidir que el canvi de rector es fes en la festa de la Reforma, cada 31 d'octubre. |
| 1812         | 1813         | Johan Frederik Vilhelm Schlegel           | Després de la Reforma i la restauració de la universitat es van reintroduir els mandats semestrals, però al cap d'uns anys van tornar a ser anuals. El 1837 es va decidir que el canvi de rector es fes en la festa de la Reforma, cada 31 d'octubre. |
| 1813         | 1814         | Børge Thorlacius                          | Després de la Reforma i la restauració de la universitat es van reintroduir els mandats semestrals, però al cap d'uns anys van tornar a ser anuals. El 1837 es va decidir que el canvi de rector es fes en la festa de la Reforma, cada 31 d'octubre. |
| 1814         | 1815         | Peter Erasmus Müller                      | Després de la Reforma i la restauració de la universitat es van reintroduir els mandats semestrals, però al cap d'uns anys van tornar a ser anuals. El 1837 es va decidir que el canvi de rector es fes en la festa de la Reforma, cada 31 d'octubre. |
| 1815         | 1816         | Johan Sylvester Saxtorph                  | Després de la Reforma i la restauració de la universitat es van reintroduir els mandats semestrals, però al cap d'uns anys van tornar a ser anuals. El 1837 es va decidir que el canvi de rector es fes en la festa de la Reforma, cada 31 d'octubre. |
| 1816         | 1817         | Jacob Andreas Wolf                        | Després de la Reforma i la restauració de la universitat es van reintroduir els mandats semestrals, però al cap d'uns anys van tornar a ser anuals. El 1837 es va decidir que el canvi de rector es fes en la festa de la Reforma, cada 31 d'octubre. |
| 1817         | 1818         | Claus Frees Hornemann                     | Després de la Reforma i la restauració de la universitat es van reintroduir els mandats semestrals, però al cap d'uns anys van tornar a ser anuals. El 1837 es va decidir que el canvi de rector es fes en la festa de la Reforma, cada 31 d'octubre. |
| 1818         | 1819         | Frederik Theodor Hurtigkarl               | Després de la Reforma i la restauració de la universitat es van reintroduir els mandats semestrals, però al cap d'uns anys van tornar a ser anuals. El 1837 es va decidir que el canvi de rector es fes en la festa de la Reforma, cada 31 d'octubre. |
| 1819         | 1820         | Johan David Herholdt                      | Després de la Reforma i la restauració de la universitat es van reintroduir els mandats semestrals, però al cap d'uns anys van tornar a ser anuals. El 1837 es va decidir que el canvi de rector es fes en la festa de la Reforma, cada 31 d'octubre. |
| 1820         | 1821         | Niels Schow                               | Després de la Reforma i la restauració de la universitat es van reintroduir els mandats semestrals, però al cap d'uns anys van tornar a ser anuals. El 1837 es va decidir que el canvi de rector es fes en la festa de la Reforma, cada 31 d'octubre. |
| 1821         | 1822         | Gregers Wad                               | Després de la Reforma i la restauració de la universitat es van reintroduir els mandats semestrals, però al cap d'uns anys van tornar a ser anuals. El 1837 es va decidir que el canvi de rector es fes en la festa de la Reforma, cada 31 d'octubre. |
| 1822         | 1823         | Jens Møller                               | Després de la Reforma i la restauració de la universitat es van reintroduir els mandats semestrals, però al cap d'uns anys van tornar a ser anuals. El 1837 es va decidir que el canvi de rector es fes en la festa de la Reforma, cada 31 d'octubre. |
| 1823         | 1824         | Matthias Hastrup Bornemann                | Després de la Reforma i la restauració de la universitat es van reintroduir els mandats semestrals, però al cap d'uns anys van tornar a ser anuals. El 1837 es va decidir que el canvi de rector es fes en la festa de la Reforma, cada 31 d'octubre. |
| 1824         | 1825         | Ole Bang                                  | Després de la Reforma i la restauració de la universitat es van reintroduir els mandats semestrals, però al cap d'uns anys van tornar a ser anuals. El 1837 es va decidir que el canvi de rector es fes en la festa de la Reforma, cada 31 d'octubre. |
| 1825         | 1826         | Hans Christian Ørsted                     | Després de la Reforma i la restauració de la universitat es van reintroduir els mandats semestrals, però al cap d'uns anys van tornar a ser anuals. El 1837 es va decidir que el canvi de rector es fes en la festa de la Reforma, cada 31 d'octubre. |
| 1826         | 1827         | Knud Lyne Rahbek                          | Després de la Reforma i la restauració de la universitat es van reintroduir els mandats semestrals, però al cap d'uns anys van tornar a ser anuals. El 1837 es va decidir que el canvi de rector es fes en la festa de la Reforma, cada 31 d'octubre. |
| 1827         | 1828         | Peter Erasmus Müller                      | Després de la Reforma i la restauració de la universitat es van reintroduir els mandats semestrals, però al cap d'uns anys van tornar a ser anuals. El 1837 es va decidir que el canvi de rector es fes en la festa de la Reforma, cada 31 d'octubre. |
| 1828         | 1829         | Johan Frederik Vilhelm Schlegel           | Després de la Reforma i la restauració de la universitat es van reintroduir els mandats semestrals, però al cap d'uns anys van tornar a ser anuals. El 1837 es va decidir que el canvi de rector es fes en la festa de la Reforma, cada 31 d'octubre. |
| 1829         | 1830         | Johan Sylvester Saxtorph                  | Després de la Reforma i la restauració de la universitat es van reintroduir els mandats semestrals, però al cap d'uns anys van tornar a ser anuals. El 1837 es va decidir que el canvi de rector es fes en la festa de la Reforma, cada 31 d'octubre. |
| 1830         | 1831         | Jens Wilken Hornemann                     | Després de la Reforma i la restauració de la universitat es van reintroduir els mandats semestrals, però al cap d'uns anys van tornar a ser anuals. El 1837 es va decidir que el canvi de rector es fes en la festa de la Reforma, cada 31 d'octubre. |
| 1831         | 1832         | Adam Oehlenschläger                       | Després de la Reforma i la restauració de la universitat es van reintroduir els mandats semestrals, però al cap d'uns anys van tornar a ser anuals. El 1837 es va decidir que el canvi de rector es fes en la festa de la Reforma, cada 31 d'octubre. |
| 1832         | 1833         | Jens Møller                               | Després de la Reforma i la restauració de la universitat es van reintroduir els mandats semestrals, però al cap d'uns anys van tornar a ser anuals. El 1837 es va decidir que el canvi de rector es fes en la festa de la Reforma, cada 31 d'octubre. |
| 1833         | 1834         | Janus Lauritz Andreas Kolderup-Rosenvinge | Després de la Reforma i la restauració de la universitat es van reintroduir els mandats semestrals, però al cap d'uns anys van tornar a ser anuals. El 1837 es va decidir que el canvi de rector es fes en la festa de la Reforma, cada 31 d'octubre. |
| 1834         | 1835         | Johan David Herholdt                      | Després de la Reforma i la restauració de la universitat es van reintroduir els mandats semestrals, però al cap d'uns anys van tornar a ser anuals. El 1837 es va decidir que el canvi de rector es fes en la festa de la Reforma, cada 31 d'octubre. |
| 1835         | 1836         | Christian Thorning Engelstoft             | Després de la Reforma i la restauració de la universitat es van reintroduir els mandats semestrals, però al cap d'uns anys van tornar a ser anuals. El 1837 es va decidir que el canvi de rector es fes en la festa de la Reforma, cada 31 d'octubre. |
| 1836         | 1837         | Erich Christian Werlauff                  | Després de la Reforma i la restauració de la universitat es van reintroduir els mandats semestrals, però al cap d'uns anys van tornar a ser anuals. El 1837 es va decidir que el canvi de rector es fes en la festa de la Reforma, cada 31 d'octubre. |
| 1837         | 1838         | Henrik Nicolai Clausen                    | Després de la Reforma i la restauració de la universitat es van reintroduir els mandats semestrals, però al cap d'uns anys van tornar a ser anuals. El 1837 es va decidir que el canvi de rector es fes en la festa de la Reforma, cada 31 d'octubre. |
| 1838         | 1839         | Johannes Ephraim Larsen                   | Després de la Reforma i la restauració de la universitat es van reintroduir els mandats semestrals, però al cap d'uns anys van tornar a ser anuals. El 1837 es va decidir que el canvi de rector es fes en la festa de la Reforma, cada 31 d'octubre. |
| 1839         | 1840         | Ole Bang                                  | Després de la Reforma i la restauració de la universitat es van reintroduir els mandats semestrals, però al cap d'uns anys van tornar a ser anuals. El 1837 es va decidir que el canvi de rector es fes en la festa de la Reforma, cada 31 d'octubre. |
| 1840         | 1841         | Hans Christian Ørsted                     | Després de la Reforma i la restauració de la universitat es van reintroduir els mandats semestrals, però al cap d'uns anys van tornar a ser anuals. El 1837 es va decidir que el canvi de rector es fes en la festa de la Reforma, cada 31 d'octubre. |
| 1841         | 1842         | Peter Oluf Brøndsted                      | Després de la Reforma i la restauració de la universitat es van reintroduir els mandats semestrals, però al cap d'uns anys van tornar a ser anuals. El 1837 es va decidir que el canvi de rector es fes en la festa de la Reforma, cada 31 d'octubre. |
| 1842         | 1843         | Carl Emil Scharling                       | Després de la Reforma i la restauració de la universitat es van reintroduir els mandats semestrals, però al cap d'uns anys van tornar a ser anuals. El 1837 es va decidir que el canvi de rector es fes en la festa de la Reforma, cada 31 d'octubre. |
| 1843         | 1844         | Anton Wilhelm Scheel                      | Després de la Reforma i la restauració de la universitat es van reintroduir els mandats semestrals, però al cap d'uns anys van tornar a ser anuals. El 1837 es va decidir que el canvi de rector es fes en la festa de la Reforma, cada 31 d'octubre. |
| 1844         | 1845         | Daniel Frederik Esricht                   | Després de la Reforma i la restauració de la universitat es van reintroduir els mandats semestrals, però al cap d'uns anys van tornar a ser anuals. El 1837 es va decidir que el canvi de rector es fes en la festa de la Reforma, cada 31 d'octubre. |
| 1845         | 1846         | Frederik Christian Sibbern                | Després de la Reforma i la restauració de la universitat es van reintroduir els mandats semestrals, però al cap d'uns anys van tornar a ser anuals. El 1837 es va decidir que el canvi de rector es fes en la festa de la Reforma, cada 31 d'octubre. |
| 1846         | 1847         | Adam Oehlenschläger                       | Després de la Reforma i la restauració de la universitat es van reintroduir els mandats semestrals, però al cap d'uns anys van tornar a ser anuals. El 1837 es va decidir que el canvi de rector es fes en la festa de la Reforma, cada 31 d'octubre. |
| 1847         | 1848         | Christian Thorning Engelstoft             | Després de la Reforma i la restauració de la universitat es van reintroduir els mandats semestrals, però al cap d'uns anys van tornar a ser anuals. El 1837 es va decidir que el canvi de rector es fes en la festa de la Reforma, cada 31 d'octubre. |
| 1848         | 1849         | Frederik Christian Bornemann              | Després de la Reforma i la restauració de la universitat es van reintroduir els mandats semestrals, però al cap d'uns anys van tornar a ser anuals. El 1837 es va decidir que el canvi de rector es fes en la festa de la Reforma, cada 31 d'octubre. |
| 1849         | 1850         | Sophus August Vilhelm Stein               | Després de la Reforma i la restauració de la universitat es van reintroduir els mandats semestrals, però al cap d'uns anys van tornar a ser anuals. El 1837 es va decidir que el canvi de rector es fes en la festa de la Reforma, cada 31 d'octubre. |
| 1850         | 1851         | Hans Christian Ørsted                     | L'any 1850 es va constituir l'Assemblea de Professors Acadèmics, formada per tots els professors universitaris amb contracte fix. Es va mantenir l'antic sistema de rotació entre les facultats al voltant de l'elecció del rector. El mandat encara era per un any, però durant aquest període s'observa una tendència creixent a la reelecció i a que cada cop més professors s'abstinguin de ser elegits com a rector, mentre que uns quants ocupen el càrrec moltes vegades.                                 |
| 1851         | 1853         | Henrik Nicolai Clausen                    | L'any 1850 es va constituir l'Assemblea de Professors Acadèmics, formada per tots els professors universitaris amb contracte fix. Es va mantenir l'antic sistema de rotació entre les facultats al voltant de l'elecció del rector. El mandat encara era per un any, però durant aquest període s'observa una tendència creixent a la reelecció i a que cada cop més professors s'abstinguin de ser elegits com a rector, mentre que uns quants ocupen el càrrec moltes vegades.                                 |
| 1853         | 1855         | Johannes Ephraim Larsen                   | L'any 1850 es va constituir l'Assemblea de Professors Acadèmics, formada per tots els professors universitaris amb contracte fix. Es va mantenir l'antic sistema de rotació entre les facultats al voltant de l'elecció del rector. El mandat encara era per un any, però durant aquest període s'observa una tendència creixent a la reelecció i a que cada cop més professors s'abstinguin de ser elegits com a rector, mentre que uns quants ocupen el càrrec moltes vegades.                                 |
| 1855         | 1857         | Johan Nicolai Madvig                      | L'any 1850 es va constituir l'Assemblea de Professors Acadèmics, formada per tots els professors universitaris amb contracte fix. Es va mantenir l'antic sistema de rotació entre les facultats al voltant de l'elecció del rector. El mandat encara era per un any, però durant aquest període s'observa una tendència creixent a la reelecció i a que cada cop més professors s'abstinguin de ser elegits com a rector, mentre que uns quants ocupen el càrrec moltes vegades.                                 |
| 1857         | 1859         | Johannes Forchhammer                      | L'any 1850 es va constituir l'Assemblea de Professors Acadèmics, formada per tots els professors universitaris amb contracte fix. Es va mantenir l'antic sistema de rotació entre les facultats al voltant de l'elecció del rector. El mandat encara era per un any, però durant aquest període s'observa una tendència creixent a la reelecció i a que cada cop més professors s'abstinguin de ser elegits com a rector, mentre que uns quants ocupen el càrrec moltes vegades.                                 |
| 1859         | 1861         | Frederik Christian Bornemann              | L'any 1850 es va constituir l'Assemblea de Professors Acadèmics, formada per tots els professors universitaris amb contracte fix. Es va mantenir l'antic sistema de rotació entre les facultats al voltant de l'elecció del rector. El mandat encara era per un any, però durant aquest període s'observa una tendència creixent a la reelecció i a que cada cop més professors s'abstinguin de ser elegits com a rector, mentre que uns quants ocupen el càrrec moltes vegades.                                 |
| 1861         | 1862         | Carl Emil Scharling                       | L'any 1850 es va constituir l'Assemblea de Professors Acadèmics, formada per tots els professors universitaris amb contracte fix. Es va mantenir l'antic sistema de rotació entre les facultats al voltant de l'elecció del rector. El mandat encara era per un any, però durant aquest període s'observa una tendència creixent a la reelecció i a que cada cop més professors s'abstinguin de ser elegits com a rector, mentre que uns quants ocupen el càrrec moltes vegades.                                 |
| 1862         | 1863         | Henrik Nicolai Clausen                    | L'any 1850 es va constituir l'Assemblea de Professors Acadèmics, formada per tots els professors universitaris amb contracte fix. Es va mantenir l'antic sistema de rotació entre les facultats al voltant de l'elecció del rector. El mandat encara era per un any, però durant aquest període s'observa una tendència creixent a la reelecció i a que cada cop més professors s'abstinguin de ser elegits com a rector, mentre que uns quants ocupen el càrrec moltes vegades.                                 |
| 1863         | 1864         | Johan Nicolai Madvig                      | L'any 1850 es va constituir l'Assemblea de Professors Acadèmics, formada per tots els professors universitaris amb contracte fix. Es va mantenir l'antic sistema de rotació entre les facultats al voltant de l'elecció del rector. El mandat encara era per un any, però durant aquest període s'observa una tendència creixent a la reelecció i a que cada cop més professors s'abstinguin de ser elegits com a rector, mentre que uns quants ocupen el càrrec moltes vegades.                                 |
| 1864         | 1865         | Henrik Nicolai Clausen                    | L'any 1850 es va constituir l'Assemblea de Professors Acadèmics, formada per tots els professors universitaris amb contracte fix. Es va mantenir l'antic sistema de rotació entre les facultats al voltant de l'elecció del rector. El mandat encara era per un any, però durant aquest període s'observa una tendència creixent a la reelecció i a que cada cop més professors s'abstinguin de ser elegits com a rector, mentre que uns quants ocupen el càrrec moltes vegades.                                 |
| 1865         | 1866         | Frederik Terkel Julius Gram               | L'any 1850 es va constituir l'Assemblea de Professors Acadèmics, formada per tots els professors universitaris amb contracte fix. Es va mantenir l'antic sistema de rotació entre les facultats al voltant de l'elecció del rector. El mandat encara era per un any, però durant aquest període s'observa una tendència creixent a la reelecció i a que cada cop més professors s'abstinguin de ser elegits com a rector, mentre que uns quants ocupen el càrrec moltes vegades.                                 |
| 1866         | 1867         | Johan Nicolai Madvig                      | L'any 1850 es va constituir l'Assemblea de Professors Acadèmics, formada per tots els professors universitaris amb contracte fix. Es va mantenir l'antic sistema de rotació entre les facultats al voltant de l'elecció del rector. El mandat encara era per un any, però durant aquest període s'observa una tendència creixent a la reelecció i a que cada cop més professors s'abstinguin de ser elegits com a rector, mentre que uns quants ocupen el càrrec moltes vegades.                                 |
| 1867         | 1868         | Niels Ludvig Westergaard                  | L'any 1850 es va constituir l'Assemblea de Professors Acadèmics, formada per tots els professors universitaris amb contracte fix. Es va mantenir l'antic sistema de rotació entre les facultats al voltant de l'elecció del rector. El mandat encara era per un any, però durant aquest període s'observa una tendència creixent a la reelecció i a que cada cop més professors s'abstinguin de ser elegits com a rector, mentre que uns quants ocupen el càrrec moltes vegades.                                 |
| 1868         | 1869         | Andreas Buntzen                           | L'any 1850 es va constituir l'Assemblea de Professors Acadèmics, formada per tots els professors universitaris amb contracte fix. Es va mantenir l'antic sistema de rotació entre les facultats al voltant de l'elecció del rector. El mandat encara era per un any, però durant aquest període s'observa una tendència creixent a la reelecció i a que cada cop més professors s'abstinguin de ser elegits com a rector, mentre que uns quants ocupen el càrrec moltes vegades.                                 |
| 1869         | 1870         | Henrik Nicolai Clausen                    | L'any 1850 es va constituir l'Assemblea de Professors Acadèmics, formada per tots els professors universitaris amb contracte fix. Es va mantenir l'antic sistema de rotació entre les facultats al voltant de l'elecció del rector. El mandat encara era per un any, però durant aquest període s'observa una tendència creixent a la reelecció i a que cada cop més professors s'abstinguin de ser elegits com a rector, mentre que uns quants ocupen el càrrec moltes vegades.                                 |
| 1870         | 1871         | Johan Nicolai Madvig                      | L'any 1850 es va constituir l'Assemblea de Professors Acadèmics, formada per tots els professors universitaris amb contracte fix. Es va mantenir l'antic sistema de rotació entre les facultats al voltant de l'elecció del rector. El mandat encara era per un any, però durant aquest període s'observa una tendència creixent a la reelecció i a que cada cop més professors s'abstinguin de ser elegits com a rector, mentre que uns quants ocupen el càrrec moltes vegades.                                 |
| 1871         | 1872         | Andreas Aagesen                           | L'any 1850 es va constituir l'Assemblea de Professors Acadèmics, formada per tots els professors universitaris amb contracte fix. Es va mantenir l'antic sistema de rotació entre les facultats al voltant de l'elecció del rector. El mandat encara era per un any, però durant aquest període s'observa una tendència creixent a la reelecció i a que cada cop més professors s'abstinguin de ser elegits com a rector, mentre que uns quants ocupen el càrrec moltes vegades.                                 |
| 1872         | 1873         | Adolph Steen                              | L'any 1850 es va constituir l'Assemblea de Professors Acadèmics, formada per tots els professors universitaris amb contracte fix. Es va mantenir l'antic sistema de rotació entre les facultats al voltant de l'elecció del rector. El mandat encara era per un any, però durant aquest període s'observa una tendència creixent a la reelecció i a que cada cop més professors s'abstinguin de ser elegits com a rector, mentre que uns quants ocupen el càrrec moltes vegades.                                 |
| 1873         | 1874         | Christen Hermansen                        | L'any 1850 es va constituir l'Assemblea de Professors Acadèmics, formada per tots els professors universitaris amb contracte fix. Es va mantenir l'antic sistema de rotació entre les facultats al voltant de l'elecció del rector. El mandat encara era per un any, però durant aquest període s'observa una tendència creixent a la reelecció i a que cada cop més professors s'abstinguin de ser elegits com a rector, mentre que uns quants ocupen el càrrec moltes vegades.                                 |
| 1874         | 1875         | Johannes Magnus Valdemar Nellemann        | L'any 1850 es va constituir l'Assemblea de Professors Acadèmics, formada per tots els professors universitaris amb contracte fix. Es va mantenir l'antic sistema de rotació entre les facultats al voltant de l'elecció del rector. El mandat encara era per un any, però durant aquest període s'observa una tendència creixent a la reelecció i a que cada cop més professors s'abstinguin de ser elegits com a rector, mentre que uns quants ocupen el càrrec moltes vegades.                                 |
| 1875         | 1876         | Johan Louis Ussing                        | L'any 1850 es va constituir l'Assemblea de Professors Acadèmics, formada per tots els professors universitaris amb contracte fix. Es va mantenir l'antic sistema de rotació entre les facultats al voltant de l'elecció del rector. El mandat encara era per un any, però durant aquest període s'observa una tendència creixent a la reelecció i a que cada cop més professors s'abstinguin de ser elegits com a rector, mentre que uns quants ocupen el càrrec moltes vegades.                                 |
| 1876         | 1877         | Peter Ludvig Panum                        | L'any 1850 es va constituir l'Assemblea de Professors Acadèmics, formada per tots els professors universitaris amb contracte fix. Es va mantenir l'antic sistema de rotació entre les facultats al voltant de l'elecció del rector. El mandat encara era per un any, però durant aquest període s'observa una tendència creixent a la reelecció i a que cada cop més professors s'abstinguin de ser elegits com a rector, mentre que uns quants ocupen el càrrec moltes vegades.                                 |
| 1877         | 1878         | Carl Valentin Holten                      | L'any 1850 es va constituir l'Assemblea de Professors Acadèmics, formada per tots els professors universitaris amb contracte fix. Es va mantenir l'antic sistema de rotació entre les facultats al voltant de l'elecció del rector. El mandat encara era per un any, però durant aquest període s'observa una tendència creixent a la reelecció i a que cada cop més professors s'abstinguin de ser elegits com a rector, mentre que uns quants ocupen el càrrec moltes vegades.                                 |
| 1878         | 1879         | Johan Nicolai Madvig                      | L'any 1850 es va constituir l'Assemblea de Professors Acadèmics, formada per tots els professors universitaris amb contracte fix. Es va mantenir l'antic sistema de rotació entre les facultats al voltant de l'elecció del rector. El mandat encara era per un any, però durant aquest període s'observa una tendència creixent a la reelecció i a que cada cop més professors s'abstinguin de ser elegits com a rector, mentre que uns quants ocupen el càrrec moltes vegades.                                 |
| 1879         | 1880         | August Hermann Ferdinand Carl Goos        | L'any 1850 es va constituir l'Assemblea de Professors Acadèmics, formada per tots els professors universitaris amb contracte fix. Es va mantenir l'antic sistema de rotació entre les facultats al voltant de l'elecció del rector. El mandat encara era per un any, però durant aquest període s'observa una tendència creixent a la reelecció i a que cada cop més professors s'abstinguin de ser elegits com a rector, mentre que uns quants ocupen el càrrec moltes vegades.                                 |
| 1880         | 1881         | Rasmus Nielsen                            | L'any 1850 es va constituir l'Assemblea de Professors Acadèmics, formada per tots els professors universitaris amb contracte fix. Es va mantenir l'antic sistema de rotació entre les facultats al voltant de l'elecció del rector. El mandat encara era per un any, però durant aquest període s'observa una tendència creixent a la reelecció i a que cada cop més professors s'abstinguin de ser elegits com a rector, mentre que uns quants ocupen el càrrec moltes vegades.                                 |
| 1881         | 1882         | Johannes Frederik Johnstrup               | L'any 1850 es va constituir l'Assemblea de Professors Acadèmics, formada per tots els professors universitaris amb contracte fix. Es va mantenir l'antic sistema de rotació entre les facultats al voltant de l'elecció del rector. El mandat encara era per un any, però durant aquest període s'observa una tendència creixent a la reelecció i a que cada cop més professors s'abstinguin de ser elegits com a rector, mentre que uns quants ocupen el càrrec moltes vegades.                                 |
| 1882         | 1883         | Peter Edvard Holm                         | L'any 1850 es va constituir l'Assemblea de Professors Acadèmics, formada per tots els professors universitaris amb contracte fix. Es va mantenir l'antic sistema de rotació entre les facultats al voltant de l'elecció del rector. El mandat encara era per un any, però durant aquest període s'observa una tendència creixent a la reelecció i a que cada cop més professors s'abstinguin de ser elegits com a rector, mentre que uns quants ocupen el càrrec moltes vegades.                                 |
| 1883         | 1884         | Carl Martinus Reisz                       | L'any 1850 es va constituir l'Assemblea de Professors Acadèmics, formada per tots els professors universitaris amb contracte fix. Es va mantenir l'antic sistema de rotació entre les facultats al voltant de l'elecció del rector. El mandat encara era per un any, però durant aquest període s'observa una tendència creixent a la reelecció i a que cada cop més professors s'abstinguin de ser elegits com a rector, mentre que uns quants ocupen el càrrec moltes vegades.                                 |
| 1884         | 1885         | Carl Henrik Scharling                     | L'any 1850 es va constituir l'Assemblea de Professors Acadèmics, formada per tots els professors universitaris amb contracte fix. Es va mantenir l'antic sistema de rotació entre les facultats al voltant de l'elecció del rector. El mandat encara era per un any, però durant aquest període s'observa una tendència creixent a la reelecció i a que cada cop més professors s'abstinguin de ser elegits com a rector, mentre que uns quants ocupen el càrrec moltes vegades.                                 |
| 1885         | 1886         | Johan Louis Ussing                        | L'any 1850 es va constituir l'Assemblea de Professors Acadèmics, formada per tots els professors universitaris amb contracte fix. Es va mantenir l'antic sistema de rotació entre les facultats al voltant de l'elecció del rector. El mandat encara era per un any, però durant aquest període s'observa una tendència creixent a la reelecció i a que cada cop més professors s'abstinguin de ser elegits com a rector, mentre que uns quants ocupen el càrrec moltes vegades.                                 |
| 1886         | 1887         | Hans Peter Jørgen Julius Thomsen          | L'any 1850 es va constituir l'Assemblea de Professors Acadèmics, formada per tots els professors universitaris amb contracte fix. Es va mantenir l'antic sistema de rotació entre les facultats al voltant de l'elecció del rector. El mandat encara era per un any, però durant aquest període s'observa una tendència creixent a la reelecció i a que cada cop més professors s'abstinguin de ser elegits com a rector, mentre que uns quants ocupen el càrrec moltes vegades.                                 |
| 1887         | 1888         | Hans William Scharling                    | L'any 1850 es va constituir l'Assemblea de Professors Acadèmics, formada per tots els professors universitaris amb contracte fix. Es va mantenir l'antic sistema de rotació entre les facultats al voltant de l'elecció del rector. El mandat encara era per un any, però durant aquest període s'observa una tendència creixent a la reelecció i a que cada cop més professors s'abstinguin de ser elegits com a rector, mentre que uns quants ocupen el càrrec moltes vegades.                                 |
| 1888         | 1889         | Carl Edvard With                          | L'any 1850 es va constituir l'Assemblea de Professors Acadèmics, formada per tots els professors universitaris amb contracte fix. Es va mantenir l'antic sistema de rotació entre les facultats al voltant de l'elecció del rector. El mandat encara era per un any, però durant aquest període s'observa una tendència creixent a la reelecció i a que cada cop més professors s'abstinguin de ser elegits com a rector, mentre que uns quants ocupen el càrrec moltes vegades.                                 |
| 1889         | 1890         | Peder Madsen                              | L'any 1850 es va constituir l'Assemblea de Professors Acadèmics, formada per tots els professors universitaris amb contracte fix. Es va mantenir l'antic sistema de rotació entre les facultats al voltant de l'elecció del rector. El mandat encara era per un any, però durant aquest període s'observa una tendència creixent a la reelecció i a que cada cop més professors s'abstinguin de ser elegits com a rector, mentre que uns quants ocupen el càrrec moltes vegades.                                 |
| 1890         | 1891         | Edvard Holm                               | L'any 1850 es va constituir l'Assemblea de Professors Acadèmics, formada per tots els professors universitaris amb contracte fix. Es va mantenir l'antic sistema de rotació entre les facultats al voltant de l'elecció del rector. El mandat encara era per un any, però durant aquest període s'observa una tendència creixent a la reelecció i a que cada cop més professors s'abstinguin de ser elegits com a rector, mentre que uns quants ocupen el càrrec moltes vegades.                                 |
| 1898         | 1899         | Carl M. Reisz                             | L'any 1850 es va constituir l'Assemblea de Professors Acadèmics, formada per tots els professors universitaris amb contracte fix. Es va mantenir l'antic sistema de rotació entre les facultats al voltant de l'elecció del rector. El mandat encara era per un any, però durant aquest període s'observa una tendència creixent a la reelecció i a que cada cop més professors s'abstinguin de ser elegits com a rector, mentre que uns quants ocupen el càrrec moltes vegades.                                 |
| 1899         | 1900         | Johannes Steenstrup                       | L'any 1850 es va constituir l'Assemblea de Professors Acadèmics, formada per tots els professors universitaris amb contracte fix. Es va mantenir l'antic sistema de rotació entre les facultats al voltant de l'elecció del rector. El mandat encara era per un any, però durant aquest període s'observa una tendència creixent a la reelecció i a que cada cop més professors s'abstinguin de ser elegits com a rector, mentre que uns quants ocupen el càrrec moltes vegades.                                 |
| 1900         | 1901         | Thorvald Nicolai Thiele                   | L'any 1850 es va constituir l'Assemblea de Professors Acadèmics, formada per tots els professors universitaris amb contracte fix. Es va mantenir l'antic sistema de rotació entre les facultats al voltant de l'elecció del rector. El mandat encara era per un any, però durant aquest període s'observa una tendència creixent a la reelecció i a que cada cop més professors s'abstinguin de ser elegits com a rector, mentre que uns quants ocupen el càrrec moltes vegades.                                 |
| 1901         | 1902         | Vilhelm Thomsen                           | L'any 1850 es va constituir l'Assemblea de Professors Acadèmics, formada per tots els professors universitaris amb contracte fix. Es va mantenir l'antic sistema de rotació entre les facultats al voltant de l'elecció del rector. El mandat encara era per un any, però durant aquest període s'observa una tendència creixent a la reelecció i a que cada cop més professors s'abstinguin de ser elegits com a rector, mentre que uns quants ocupen el càrrec moltes vegades.                                 |
| 1902         | 1903         | Harald Høffding                           | L'any 1850 es va constituir l'Assemblea de Professors Acadèmics, formada per tots els professors universitaris amb contracte fix. Es va mantenir l'antic sistema de rotació entre les facultats al voltant de l'elecció del rector. El mandat encara era per un any, però durant aquest període s'observa una tendència creixent a la reelecció i a que cada cop més professors s'abstinguin de ser elegits com a rector, mentre que uns quants ocupen el càrrec moltes vegades.                                 |
| 1903         | 1904         | Peder Madsen                              | L'any 1850 es va constituir l'Assemblea de Professors Acadèmics, formada per tots els professors universitaris amb contracte fix. Es va mantenir l'antic sistema de rotació entre les facultats al voltant de l'elecció del rector. El mandat encara era per un any, però durant aquest període s'observa una tendència creixent a la reelecció i a que cada cop més professors s'abstinguin de ser elegits com a rector, mentre que uns quants ocupen el càrrec moltes vegades.                                 |
| 1904         | 1905         | Julius Lassen                             | L'any 1850 es va constituir l'Assemblea de Professors Acadèmics, formada per tots els professors universitaris amb contracte fix. Es va mantenir l'antic sistema de rotació entre les facultats al voltant de l'elecció del rector. El mandat encara era per un any, però durant aquest període s'observa una tendència creixent a la reelecció i a que cada cop més professors s'abstinguin de ser elegits com a rector, mentre que uns quants ocupen el càrrec moltes vegades.                                 |
| 1905         | 1906         | Christian Bohr                            | L'any 1850 es va constituir l'Assemblea de Professors Acadèmics, formada per tots els professors universitaris amb contracte fix. Es va mantenir l'antic sistema de rotació entre les facultats al voltant de l'elecció del rector. El mandat encara era per un any, però durant aquest període s'observa una tendència creixent a la reelecció i a que cada cop més professors s'abstinguin de ser elegits com a rector, mentre que uns quants ocupen el càrrec moltes vegades.                                 |
| 1906         | 1907         | Hieronymus Georg Zeuthen                  | L'any 1850 es va constituir l'Assemblea de Professors Acadèmics, formada per tots els professors universitaris amb contracte fix. Es va mantenir l'antic sistema de rotació entre les facultats al voltant de l'elecció del rector. El mandat encara era per un any, però durant aquest període s'observa una tendència creixent a la reelecció i a que cada cop més professors s'abstinguin de ser elegits com a rector, mentre que uns quants ocupen el càrrec moltes vegades.                                 |
| 1907         | 1908         | Martin Clarentius Gertz                   | L'any 1850 es va constituir l'Assemblea de Professors Acadèmics, formada per tots els professors universitaris amb contracte fix. Es va mantenir l'antic sistema de rotació entre les facultats al voltant de l'elecció del rector. El mandat encara era per un any, però durant aquest període s'observa una tendència creixent a la reelecció i a que cada cop més professors s'abstinguin de ser elegits com a rector, mentre que uns quants ocupen el càrrec moltes vegades.                                 |
| 1908         | 1909         | Carl Torp                                 | L'any 1850 es va constituir l'Assemblea de Professors Acadèmics, formada per tots els professors universitaris amb contracte fix. Es va mantenir l'antic sistema de rotació entre les facultats al voltant de l'elecció del rector. El mandat encara era per un any, però durant aquest període s'observa una tendència creixent a la reelecció i a que cada cop més professors s'abstinguin de ser elegits com a rector, mentre que uns quants ocupen el càrrec moltes vegades.                                 |
| 1909         | 1910         | Carl Julius Salomonsen                    | L'any 1850 es va constituir l'Assemblea de Professors Acadèmics, formada per tots els professors universitaris amb contracte fix. Es va mantenir l'antic sistema de rotació entre les facultats al voltant de l'elecció del rector. El mandat encara era per un any, però durant aquest període s'observa una tendència creixent a la reelecció i a que cada cop més professors s'abstinguin de ser elegits com a rector, mentre que uns quants ocupen el càrrec moltes vegades.                                 |
| 1910         | 1911         | Kristian Erslev                           | L'any 1850 es va constituir l'Assemblea de Professors Acadèmics, formada per tots els professors universitaris amb contracte fix. Es va mantenir l'antic sistema de rotació entre les facultats al voltant de l'elecció del rector. El mandat encara era per un any, però durant aquest període s'observa una tendència creixent a la reelecció i a que cada cop més professors s'abstinguin de ser elegits com a rector, mentre que uns quants ocupen el càrrec moltes vegades.                                 |
| 1911         | 1912         | Frants Buhl                               | L'any 1850 es va constituir l'Assemblea de Professors Acadèmics, formada per tots els professors universitaris amb contracte fix. Es va mantenir l'antic sistema de rotació entre les facultats al voltant de l'elecció del rector. El mandat encara era per un any, però durant aquest període s'observa una tendència creixent a la reelecció i a que cada cop més professors s'abstinguin de ser elegits com a rector, mentre que uns quants ocupen el càrrec moltes vegades.                                 |
| 1912         | 1913         | Hector Jungersen                          | L'any 1850 es va constituir l'Assemblea de Professors Acadèmics, formada per tots els professors universitaris amb contracte fix. Es va mantenir l'antic sistema de rotació entre les facultats al voltant de l'elecció del rector. El mandat encara era per un any, però durant aquest període s'observa una tendència creixent a la reelecció i a que cada cop més professors s'abstinguin de ser elegits com a rector, mentre que uns quants ocupen el càrrec moltes vegades.                                 |
| 1913         | 1914         | J. C. Jacobsen                            | L'any 1850 es va constituir l'Assemblea de Professors Acadèmics, formada per tots els professors universitaris amb contracte fix. Es va mantenir l'antic sistema de rotació entre les facultats al voltant de l'elecció del rector. El mandat encara era per un any, però durant aquest període s'observa una tendència creixent a la reelecció i a que cada cop més professors s'abstinguin de ser elegits com a rector, mentre que uns quants ocupen el càrrec moltes vegades.                                 |
| 1914         | 1915         | Harald Westergaard                        | L'any 1850 es va constituir l'Assemblea de Professors Acadèmics, formada per tots els professors universitaris amb contracte fix. Es va mantenir l'antic sistema de rotació entre les facultats al voltant de l'elecció del rector. El mandat encara era per un any, però durant aquest període s'observa una tendència creixent a la reelecció i a que cada cop més professors s'abstinguin de ser elegits com a rector, mentre que uns quants ocupen el càrrec moltes vegades.                                 |
| 1915         | 1916         | Johan Ludvig Heiberg                      | L'any 1850 es va constituir l'Assemblea de Professors Acadèmics, formada per tots els professors universitaris amb contracte fix. Es va mantenir l'antic sistema de rotació entre les facultats al voltant de l'elecció del rector. El mandat encara era per un any, però durant aquest període s'observa una tendència creixent a la reelecció i a que cada cop més professors s'abstinguin de ser elegits com a rector, mentre que uns quants ocupen el càrrec moltes vegades.                                 |
| 1916         | 1917         | Knud Faber                                | L'any 1850 es va constituir l'Assemblea de Professors Acadèmics, formada per tots els professors universitaris amb contracte fix. Es va mantenir l'antic sistema de rotació entre les facultats al voltant de l'elecció del rector. El mandat encara era per un any, però durant aquest període s'observa una tendència creixent a la reelecció i a que cada cop més professors s'abstinguin de ser elegits com a rector, mentre que uns quants ocupen el càrrec moltes vegades.                                 |
| 1917         | 1918         | Wilhelm Johannsen                         | L'any 1850 es va constituir l'Assemblea de Professors Acadèmics, formada per tots els professors universitaris amb contracte fix. Es va mantenir l'antic sistema de rotació entre les facultats al voltant de l'elecció del rector. El mandat encara era per un any, però durant aquest període s'observa una tendència creixent a la reelecció i a que cada cop més professors s'abstinguin de ser elegits com a rector, mentre que uns quants ocupen el càrrec moltes vegades.                                 |
| 1918         | 1919         | Viggo Bentzon                             | L'any 1850 es va constituir l'Assemblea de Professors Acadèmics, formada per tots els professors universitaris amb contracte fix. Es va mantenir l'antic sistema de rotació entre les facultats al voltant de l'elecció del rector. El mandat encara era per un any, però durant aquest període s'observa una tendència creixent a la reelecció i a que cada cop més professors s'abstinguin de ser elegits com a rector, mentre que uns quants ocupen el càrrec moltes vegades.                                 |
| 1919         | 1920         | Thorkild Rovsing                          | L'any 1850 es va constituir l'Assemblea de Professors Acadèmics, formada per tots els professors universitaris amb contracte fix. Es va mantenir l'antic sistema de rotació entre les facultats al voltant de l'elecció del rector. El mandat encara era per un any, però durant aquest període s'observa una tendència creixent a la reelecció i a que cada cop més professors s'abstinguin de ser elegits com a rector, mentre que uns quants ocupen el càrrec moltes vegades.                                 |
| 1920         | 1921         | Otto Jespersen                            | L'any 1850 es va constituir l'Assemblea de Professors Acadèmics, formada per tots els professors universitaris amb contracte fix. Es va mantenir l'antic sistema de rotació entre les facultats al voltant de l'elecció del rector. El mandat encara era per un any, però durant aquest període s'observa una tendència creixent a la reelecció i a que cada cop més professors s'abstinguin de ser elegits com a rector, mentre que uns quants ocupen el càrrec moltes vegades.                                 |
| 1921         | 1922         | Einar Biilmann                            | L'any 1850 es va constituir l'Assemblea de Professors Acadèmics, formada per tots els professors universitaris amb contracte fix. Es va mantenir l'antic sistema de rotació entre les facultats al voltant de l'elecció del rector. El mandat encara era per un any, però durant aquest període s'observa una tendència creixent a la reelecció i a que cada cop més professors s'abstinguin de ser elegits com a rector, mentre que uns quants ocupen el càrrec moltes vegades.                                 |
| 1922         | 1923         | Johannes Bock                             | L'any 1850 es va constituir l'Assemblea de Professors Acadèmics, formada per tots els professors universitaris amb contracte fix. Es va mantenir l'antic sistema de rotació entre les facultats al voltant de l'elecció del rector. El mandat encara era per un any, però durant aquest període s'observa una tendència creixent a la reelecció i a que cada cop més professors s'abstinguin de ser elegits com a rector, mentre que uns quants ocupen el càrrec moltes vegades.                                 |
| 1923         | 1924         | Hans Vilhelm Munch-Petersen               | L'any 1850 es va constituir l'Assemblea de Professors Acadèmics, formada per tots els professors universitaris amb contracte fix. Es va mantenir l'antic sistema de rotació entre les facultats al voltant de l'elecció del rector. El mandat encara era per un any, però durant aquest període s'observa una tendència creixent a la reelecció i a que cada cop més professors s'abstinguin de ser elegits com a rector, mentre que uns quants ocupen el càrrec moltes vegades.                                 |
| 1924         | 1925         | Frederik Torm                             | L'any 1850 es va constituir l'Assemblea de Professors Acadèmics, formada per tots els professors universitaris amb contracte fix. Es va mantenir l'antic sistema de rotació entre les facultats al voltant de l'elecció del rector. El mandat encara era per un any, però durant aquest període s'observa una tendència creixent a la reelecció i a que cada cop més professors s'abstinguin de ser elegits com a rector, mentre que uns quants ocupen el càrrec moltes vegades.                                 |
| 1925         | 1926         | Johannes Andreas Grib Fibiger             | L'any 1850 es va constituir l'Assemblea de Professors Acadèmics, formada per tots els professors universitaris amb contracte fix. Es va mantenir l'antic sistema de rotació entre les facultats al voltant de l'elecció del rector. El mandat encara era per un any, però durant aquest període s'observa una tendència creixent a la reelecció i a que cada cop més professors s'abstinguin de ser elegits com a rector, mentre que uns quants ocupen el càrrec moltes vegades.                                 |
| 1926         | 1927         | Holger Pedersen                           | L'any 1850 es va constituir l'Assemblea de Professors Acadèmics, formada per tots els professors universitaris amb contracte fix. Es va mantenir l'antic sistema de rotació entre les facultats al voltant de l'elecció del rector. El mandat encara era per un any, però durant aquest període s'observa una tendència creixent a la reelecció i a que cada cop més professors s'abstinguin de ser elegits com a rector, mentre que uns quants ocupen el càrrec moltes vegades.                                 |
| 1927         | 1928         | Martin Knudsen                            | L'any 1850 es va constituir l'Assemblea de Professors Acadèmics, formada per tots els professors universitaris amb contracte fix. Es va mantenir l'antic sistema de rotació entre les facultats al voltant de l'elecció del rector. El mandat encara era per un any, però durant aquest període s'observa una tendència creixent a la reelecció i a que cada cop més professors s'abstinguin de ser elegits com a rector, mentre que uns quants ocupen el càrrec moltes vegades.                                 |
| 1928         | 1929         | Johannes Hjelmslev                        | L'any 1850 es va constituir l'Assemblea de Professors Acadèmics, formada per tots els professors universitaris amb contracte fix. Es va mantenir l'antic sistema de rotació entre les facultats al voltant de l'elecció del rector. El mandat encara era per un any, però durant aquest període s'observa una tendència creixent a la reelecció i a que cada cop més professors s'abstinguin de ser elegits com a rector, mentre que uns quants ocupen el càrrec moltes vegades.                                 |
| 1929         | 1930         | Johannes Oskar Andersen                   | L'any 1850 es va constituir l'Assemblea de Professors Acadèmics, formada per tots els professors universitaris amb contracte fix. Es va mantenir l'antic sistema de rotació entre les facultats al voltant de l'elecció del rector. El mandat encara era per un any, però durant aquest període s'observa una tendència creixent a la reelecció i a que cada cop més professors s'abstinguin de ser elegits com a rector, mentre que uns quants ocupen el càrrec moltes vegades.                                 |
| 1930         | 1931         | Lauritz Vilhelm Birck                     | L'any 1850 es va constituir l'Assemblea de Professors Acadèmics, formada per tots els professors universitaris amb contracte fix. Es va mantenir l'antic sistema de rotació entre les facultats al voltant de l'elecció del rector. El mandat encara era per un any, però durant aquest període s'observa una tendència creixent a la reelecció i a que cada cop més professors s'abstinguin de ser elegits com a rector, mentre que uns quants ocupen el càrrec moltes vegades.                                 |
| 1931         | 1932         | Carl Edvard Bloch                         | L'any 1850 es va constituir l'Assemblea de Professors Acadèmics, formada per tots els professors universitaris amb contracte fix. Es va mantenir l'antic sistema de rotació entre les facultats al voltant de l'elecció del rector. El mandat encara era per un any, però durant aquest període s'observa una tendència creixent a la reelecció i a que cada cop més professors s'abstinguin de ser elegits com a rector, mentre que uns quants ocupen el càrrec moltes vegades.                                 |
| 1932         | 1933         | Aage Friis                                | L'any 1850 es va constituir l'Assemblea de Professors Acadèmics, formada per tots els professors universitaris amb contracte fix. Es va mantenir l'antic sistema de rotació entre les facultats al voltant de l'elecció del rector. El mandat encara era per un any, però durant aquest període s'observa una tendència creixent a la reelecció i a que cada cop més professors s'abstinguin de ser elegits com a rector, mentre que uns quants ocupen el càrrec moltes vegades.                                 |
| 1933         | 1934         | Niels Erik Nørlund                        | L'any 1850 es va constituir l'Assemblea de Professors Acadèmics, formada per tots els professors universitaris amb contracte fix. Es va mantenir l'antic sistema de rotació entre les facultats al voltant de l'elecció del rector. El mandat encara era per un any, però durant aquest període s'observa una tendència creixent a la reelecció i a que cada cop més professors s'abstinguin de ser elegits com a rector, mentre que uns quants ocupen el càrrec moltes vegades.                                 |
| 1934         | 1935         | Johannes Østrup                           | L'any 1850 es va constituir l'Assemblea de Professors Acadèmics, formada per tots els professors universitaris amb contracte fix. Es va mantenir l'antic sistema de rotació entre les facultats al voltant de l'elecció del rector. El mandat encara era per un any, però durant aquest període s'observa una tendència creixent a la reelecció i a que cada cop més professors s'abstinguin de ser elegits com a rector, mentre que uns quants ocupen el càrrec moltes vegades.                                 |
| 1935         | 1936         | Axel Eduard Hjorth Nielsen                | L'any 1850 es va constituir l'Assemblea de Professors Acadèmics, formada per tots els professors universitaris amb contracte fix. Es va mantenir l'antic sistema de rotació entre les facultats al voltant de l'elecció del rector. El mandat encara era per un any, però durant aquest període s'observa una tendència creixent a la reelecció i a que cada cop més professors s'abstinguin de ser elegits com a rector, mentre que uns quants ocupen el càrrec moltes vegades.                                 |
| 1936         | 1942         | Carl Edvard Bloch                         | L'any 1936 es va decidir que el mandat del rector seria per dos anys amb reelecció il·limitada. Com que les competències del rector s'incrementaven, això va fer que s'acabés l'antiga rotació entre facultats i que, en canvi, es fessin eleccions reals entre els candidats de cada facultat. El 1973 el mandat es va ampliar a tres anys, encara amb possibilitat de reelecció. Paral·lelament, es va decidir que tot el professorat, indiferentment del tipus de contracte, podien ser elegits com a rector. |
| 1942         | 1948         | Jens Nørregaard                           | L'any 1936 es va decidir que el mandat del rector seria per dos anys amb reelecció il·limitada. Com que les competències del rector s'incrementaven, això va fer que s'acabés l'antiga rotació entre facultats i que, en canvi, es fessin eleccions reals entre els candidats de cada facultat. El 1973 el mandat es va ampliar a tres anys, encara amb possibilitat de reelecció. Paral·lelament, es va decidir que tot el professorat, indiferentment del tipus de contracte, podien ser elegits com a rector. |
| 1948         | 1956         | Hans Marinus Hansen                       | L'any 1936 es va decidir que el mandat del rector seria per dos anys amb reelecció il·limitada. Com que les competències del rector s'incrementaven, això va fer que s'acabés l'antiga rotació entre facultats i que, en canvi, es fessin eleccions reals entre els candidats de cada facultat. El 1973 el mandat es va ampliar a tres anys, encara amb possibilitat de reelecció. Paral·lelament, es va decidir que tot el professorat, indiferentment del tipus de contracte, podien ser elegits com a rector. |
| 1956         | 1958         | Erik Johan Warburg                        | L'any 1936 es va decidir que el mandat del rector seria per dos anys amb reelecció il·limitada. Com que les competències del rector s'incrementaven, això va fer que s'acabés l'antiga rotació entre facultats i que, en canvi, es fessin eleccions reals entre els candidats de cada facultat. El 1973 el mandat es va ampliar a tres anys, encara amb possibilitat de reelecció. Paral·lelament, es va decidir que tot el professorat, indiferentment del tipus de contracte, podien ser elegits com a rector. |
| 1958         | 1966         | Carl Iversen                              | L'any 1936 es va decidir que el mandat del rector seria per dos anys amb reelecció il·limitada. Com que les competències del rector s'incrementaven, això va fer que s'acabés l'antiga rotació entre facultats i que, en canvi, es fessin eleccions reals entre els candidats de cada facultat. El 1973 el mandat es va ampliar a tres anys, encara amb possibilitat de reelecció. Paral·lelament, es va decidir que tot el professorat, indiferentment del tipus de contracte, podien ser elegits com a rector. |
| 1966         | 1972         | Mogens Fog                                | L'any 1936 es va decidir que el mandat del rector seria per dos anys amb reelecció il·limitada. Com que les competències del rector s'incrementaven, això va fer que s'acabés l'antiga rotació entre facultats i que, en canvi, es fessin eleccions reals entre els candidats de cada facultat. El 1973 el mandat es va ampliar a tres anys, encara amb possibilitat de reelecció. Paral·lelament, es va decidir que tot el professorat, indiferentment del tipus de contracte, podien ser elegits com a rector. |
| 1972         | 1976         | Thor A. Bak                               | L'any 1936 es va decidir que el mandat del rector seria per dos anys amb reelecció il·limitada. Com que les competències del rector s'incrementaven, això va fer que s'acabés l'antiga rotació entre facultats i que, en canvi, es fessin eleccions reals entre els candidats de cada facultat. El 1973 el mandat es va ampliar a tres anys, encara amb possibilitat de reelecció. Paral·lelament, es va decidir que tot el professorat, indiferentment del tipus de contracte, podien ser elegits com a rector. |
| 1976         | 1979         | Morten Lange                              | L'any 1936 es va decidir que el mandat del rector seria per dos anys amb reelecció il·limitada. Com que les competències del rector s'incrementaven, això va fer que s'acabés l'antiga rotació entre facultats i que, en canvi, es fessin eleccions reals entre els candidats de cada facultat. El 1973 el mandat es va ampliar a tres anys, encara amb possibilitat de reelecció. Paral·lelament, es va decidir que tot el professorat, indiferentment del tipus de contracte, podien ser elegits com a rector. |
| 1979         | 1982         | Erik Skinhøj                              | L'any 1936 es va decidir que el mandat del rector seria per dos anys amb reelecció il·limitada. Com que les competències del rector s'incrementaven, això va fer que s'acabés l'antiga rotació entre facultats i que, en canvi, es fessin eleccions reals entre els candidats de cada facultat. El 1973 el mandat es va ampliar a tres anys, encara amb possibilitat de reelecció. Paral·lelament, es va decidir que tot el professorat, indiferentment del tipus de contracte, podien ser elegits com a rector. |
| 1982         | 1994         | Ove Nathan                                | L'any 1936 es va decidir que el mandat del rector seria per dos anys amb reelecció il·limitada. Com que les competències del rector s'incrementaven, això va fer que s'acabés l'antiga rotació entre facultats i que, en canvi, es fessin eleccions reals entre els candidats de cada facultat. El 1973 el mandat es va ampliar a tres anys, encara amb possibilitat de reelecció. Paral·lelament, es va decidir que tot el professorat, indiferentment del tipus de contracte, podien ser elegits com a rector. |
| 1994         | 2002         | Kjeld Møllgård                            | L'any 1936 es va decidir que el mandat del rector seria per dos anys amb reelecció il·limitada. Com que les competències del rector s'incrementaven, això va fer que s'acabés l'antiga rotació entre facultats i que, en canvi, es fessin eleccions reals entre els candidats de cada facultat. El 1973 el mandat es va ampliar a tres anys, encara amb possibilitat de reelecció. Paral·lelament, es va decidir que tot el professorat, indiferentment del tipus de contracte, podien ser elegits com a rector. |
| 2002         | 2005         | Linda Nielsen                             | L'any 1936 es va decidir que el mandat del rector seria per dos anys amb reelecció il·limitada. Com que les competències del rector s'incrementaven, això va fer que s'acabés l'antiga rotació entre facultats i que, en canvi, es fessin eleccions reals entre els candidats de cada facultat. El 1973 el mandat es va ampliar a tres anys, encara amb possibilitat de reelecció. Paral·lelament, es va decidir que tot el professorat, indiferentment del tipus de contracte, podien ser elegits com a rector. |
| 2005         | 2017         | Ralf Peter Hemmingsen                     | L'any 2003, el Parlament danès va adoptar una nova Llei universitària, que va entrar en vigor a la Universitat de Copenhaguen el 2005. Aquesta estipula la creació d'una junta, el president de la qual contracta el rector, els vicerectors i els degans que dirigeixen les facultats. |
| 2017         | -            | Henrik Caspar Wegener                     | L'any 2003, el Parlament danès va adoptar una nova Llei universitària, que va entrar en vigor a la Universitat de Copenhaguen el 2005. Aquesta estipula la creació d'una junta, el president de la qual contracta el rector, els vicerectors i els degans que dirigeixen les facultats. |